# Winston Churchill
Sir Winston Leonard Spencer-Churchill KG OM CH PCc RA (* 30. November 1874 in Blenheim Palace, Oxfordshire; † 24. Januar 1965 in London) gilt als bedeutendster britischer Staatsmann des 20. Jahrhunderts. Er war zweimal Premierminister – von 1940 bis 1945 sowie von 1951 bis 1955 – und führte Großbritannien durch den Zweiten Weltkrieg. Zuvor hatte er bereits mehrere Regierungsämter bekleidet, unter anderem das des Innenministers, des Ersten Lords der Admiralität und des Schatzkanzlers. Darüber hinaus trat er als Autor politischer und historischer Werke hervor und erhielt 1953 den Nobelpreis für Literatur.

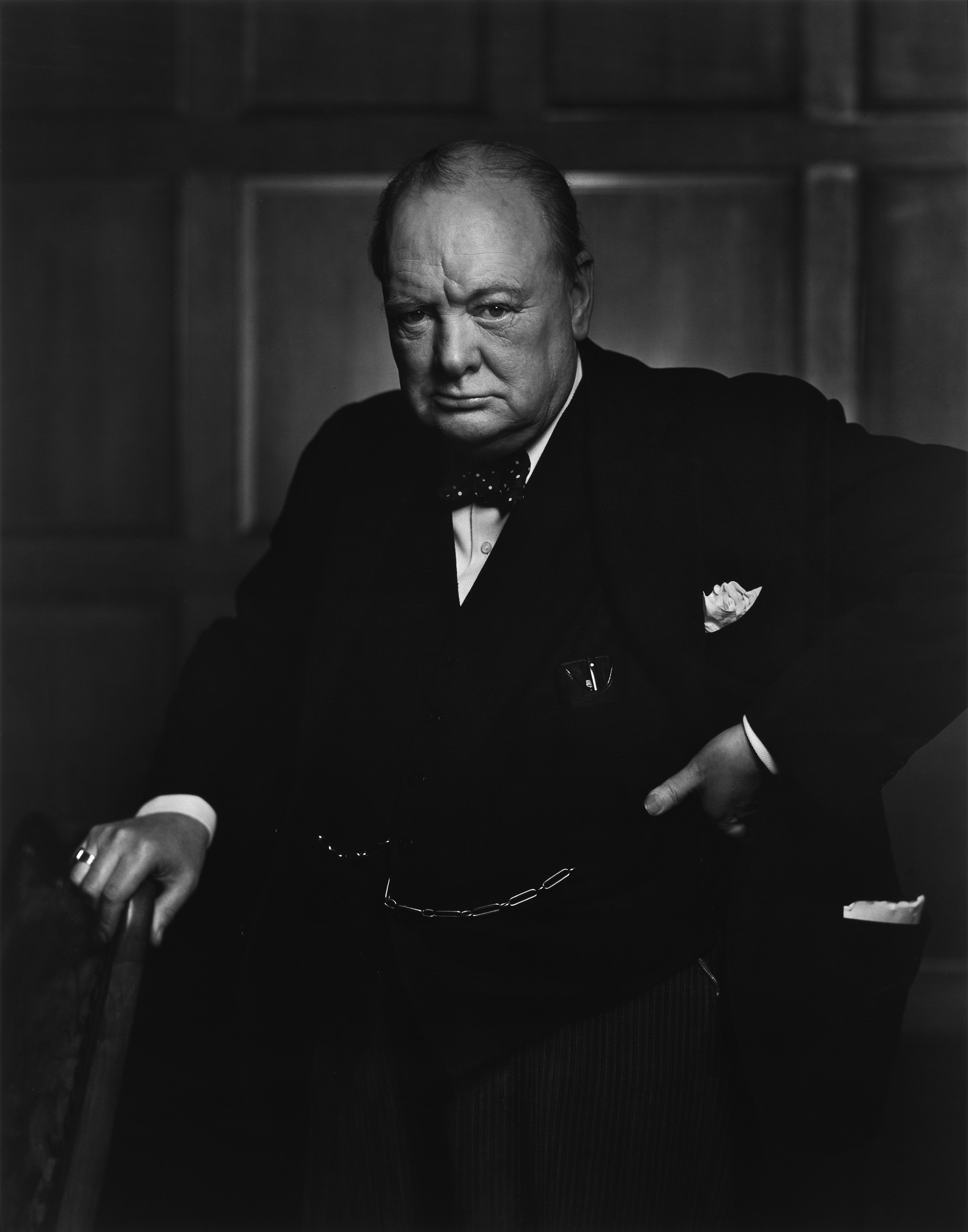
Winston Churchill (1941)

Churchill entstammte der britischen Hocharistokratie und war der Sohn eines führenden Politikers der Konservativen Partei. Nach einer Laufbahn als Offizier und Kriegsberichterstatter zog er 1901 als Abgeordneter ins Unterhaus ein, dem er über 60 Jahre lang angehören sollte. Nach seinem 1904 erfolgten Wechsel von den Konservativen zu den Liberalen übernahm er nacheinander verschiedene Regierungsämter. Als Erster Lord der Admiralität betrieb Churchill ab 1911 die Modernisierung der Royal Navy. Im Ersten Weltkrieg musste er wegen der ihm zur Last gelegten Niederlage bei Gallipoli 1915 zurücktreten. David Lloyd George holte ihn aber schon 1917 als Rüstungsminister ins Kriegskabinett zurück. Im Jahr 1924 wechselte Churchill wieder zu den Konservativen, die ihn zum Schatzkanzler (1924–1929) machten.
Während der 1930er Jahre, in denen Churchills politische Karriere beendet schien, betätigte er sich vornehmlich als Publizist und Schriftsteller. Als einer von wenigen Politikern warnte er Regierung, Parlament und Öffentlichkeit ständig vor der aggressiven, revisionistischen Politik Nazi-Deutschlands, fand damit aber kaum Gehör.
Erst bei Ausbruch des Zweiten Weltkriegs 1939 erhielt der erklärte Gegner Adolf Hitlers wieder ein Regierungsamt und wurde zunächst erneut Erster Lord der Admiralität. Als Premierminister Neville Chamberlain infolge der glücklosen alliierten Kriegführung zurücktreten musste, übernahm Winston Churchill am 10. Mai 1940 das Amt des Regierungschefs. Mit seiner Weigerung, in Verhandlungen mit Hitler einzutreten, und mit seinen Reden stärkte er in den kritischen Monaten des Frühjahrs und Sommers 1940 den Widerstandswillen und die Bereitschaft der Briten, den Krieg gegen das nationalsozialistische Deutschland fortzuführen. Außenpolitisch hatte er maßgeblichen Anteil am Zustandekommen der Anti-Hitler-Koalition zwischen Großbritannien, den Vereinigten Staaten und der Sowjetunion, die schließlich den Sieg über Deutschland und Japan errang. Trotz dieses militärischen Triumphs verlor er mit den Tories die Unterhauswahlen des Jahres 1945.
Nach Kriegsende wurde Winston Churchill zum Vordenker der Europäischen Einigung. Im Jahr 1951 erneut zum Premierminister gewählt, trat er 1955 zurück. Seinen Wahlkreis Woodford im Nordosten Londons vertrat er bis 1964, ein Jahr vor seinem Tod, im Unterhaus.

## Leben

### Herkunft, Schule, Militär

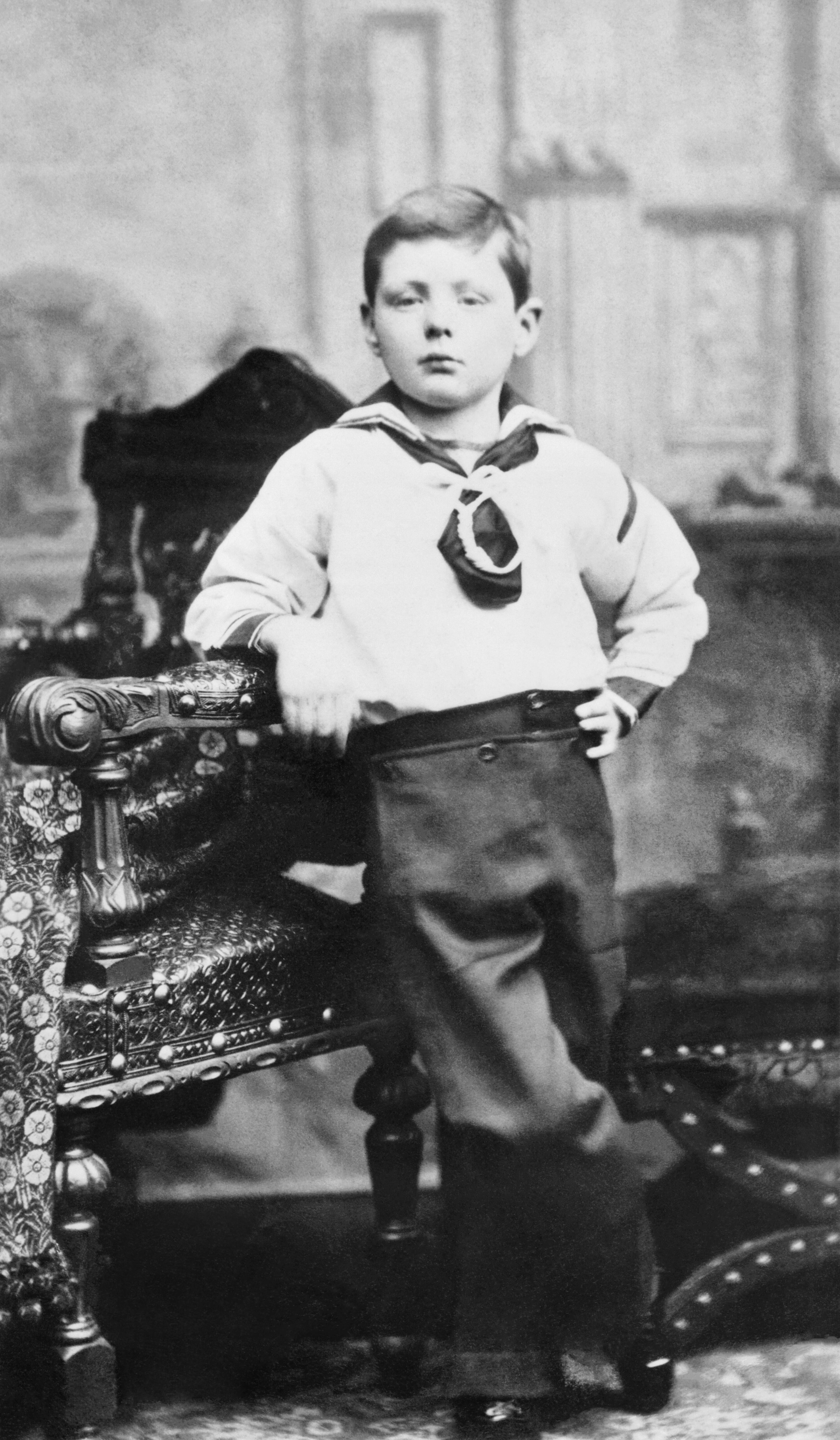
Churchill als Siebenjähriger (1881)

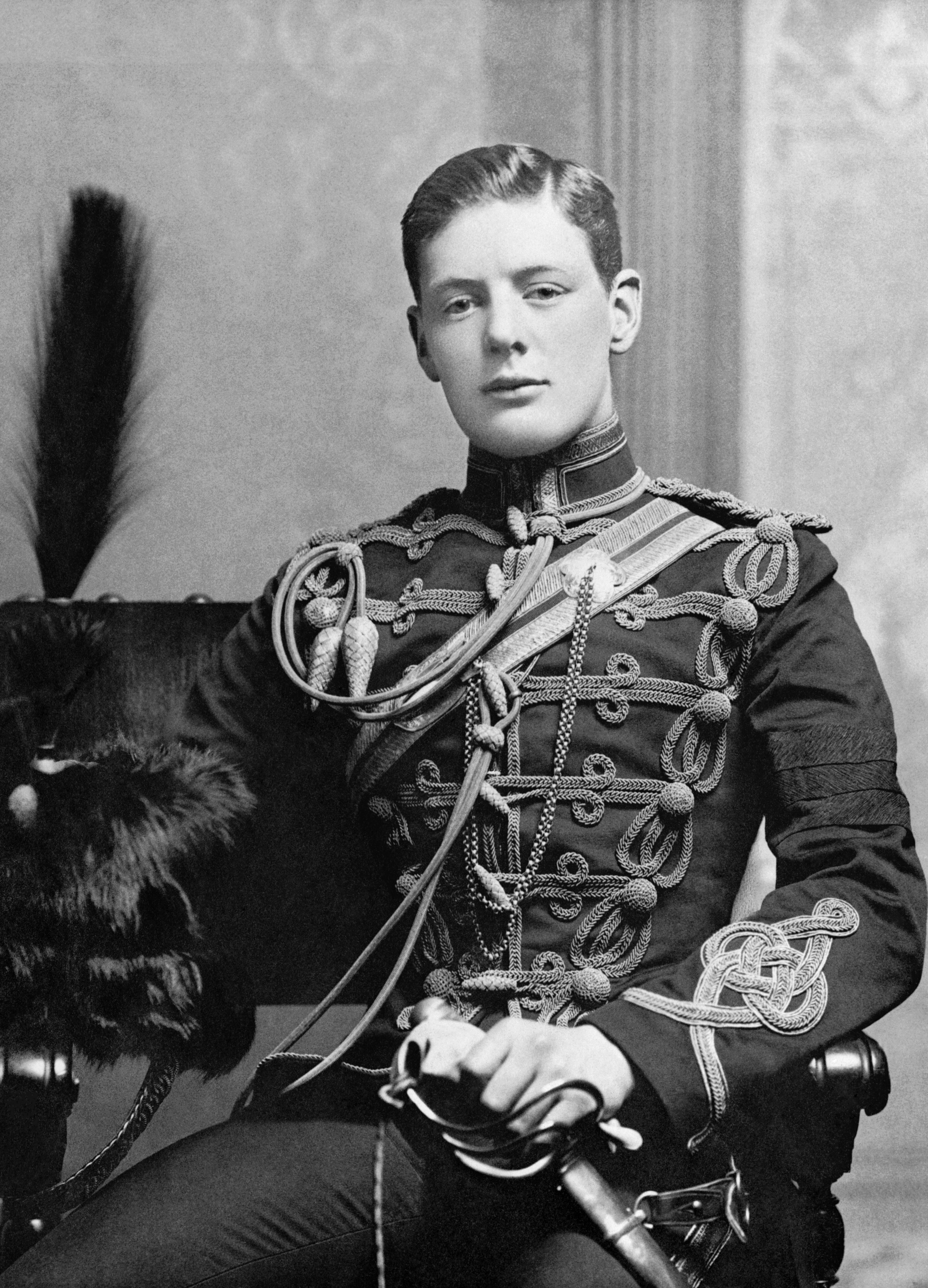
Als Leutnant der 4th Queen’s Own Hussars (1895)

Geboren wurde Winston Churchill in Blenheim Palace, dem Schloss seines Großvaters John Spencer-Churchill, 7. Duke of Marlborough. Seine Eltern waren der britische Politiker Lord Randolph Churchill und die amerikanische Millionärstochter Jennie Jerome. Der Vater gehörte zu den Mitbegründern der modernen Konservativen Partei, war deren Vorsitzender, bekleidete verschiedene Ministerämter und galt zeitweilig als aussichtsreicher Anwärter auf das Amt des Premierministers.
Churchills Großvater väterlicherseits gehörte als Duke of Marlborough dem britischen Hochadel an. Wie für den britischen Erbadel üblich, erbte nur sein ältester Sohn George den Herzogstitel, nicht aber der jüngere Randolph. Als dessen Sohn wiederum galt Winston Churchill als untitulierter Adeliger (Gentleman). In den 1950er Jahren lehnte er die erbliche Peerswürde ab, wurde jedoch 1953 als Knight Companion in den Hosenbandorden aufgenommen und damit als „Sir Winston Churchill“ in den Ritterstand erhoben. Seine Herkunft aus der britischen Hocharistokratie sicherte ihm in seiner Jugend die Aufnahme in renommierte Internate und eine Laufbahn als Armeeoffizier, obwohl seine Leistungen als Schüler eher dürftig waren.
Von 1881 bis 1892 besuchte Churchill Eliteschulen in Ascot, Brighton und Harrow. Das autoritäre Erziehungssystem dort widerstrebte ihm, und er blieb mehrfach sitzen. Nach der Schulzeit bewarb er sich beim Militär, fiel jedoch zweimal durch die Aufnahmeprüfung. 1893 kam er doch noch als Kadett nach Sandhurst und im Februar 1895 als Leutnant zum Regiment der 4th Queen’s Own Hussars. Auf der Militärakademie und in der Armee fühlte sich Churchill zum ersten Mal am richtigen Platz. Ohne schulischen Druck erwarb er sich nun auch eine profunde literarische Bildung und begann kurz darauf, selbst zu schreiben. Bis zu seinem Lebensende sollte er als Journalist und Buchautor einen geschliffenen Stil pflegen, der ihm den Nobelpreis für Literatur einbrachte. Als seine größte Freude in Sandhurst bezeichnete Churchill in seiner 1930 erschienenen Autobiographie jedoch das Reiten. Sportliche Betätigung war stets Teil seines Lebens, und für die ihm zugeschriebene Empfehlung „No Sports“ gibt es keinen Beleg.
Zwischen 1895 und 1901 nahm Churchill als aktiver Soldat und Kriegsberichterstatter an fünf verschiedenen Kolonialkriegen teil, unter anderem in Kuba auf Seiten der Spanier während des dortigen Unabhängigkeitskrieges und in verschiedenen Teilen des Empire, etwa beim Aufstand in Malakand in der Nordwestlichen Grenzprovinz Britisch-Indiens. 1898 nahm er, da sein Husarenregiment in Großbritannien blieb, in den Reihen der 21st Lancers am Feldzug zur Niederschlagung des Mahdi-Aufstandes im Sudan teil. Dabei ritt er in der Schlacht von Omdurman eine der letzten großen Kavallerieattacken der britischen Militärgeschichte mit. Über diesen Feldzug verfasste er das Buch The River War. An Historical Account of the Reconquest of the Sudan.

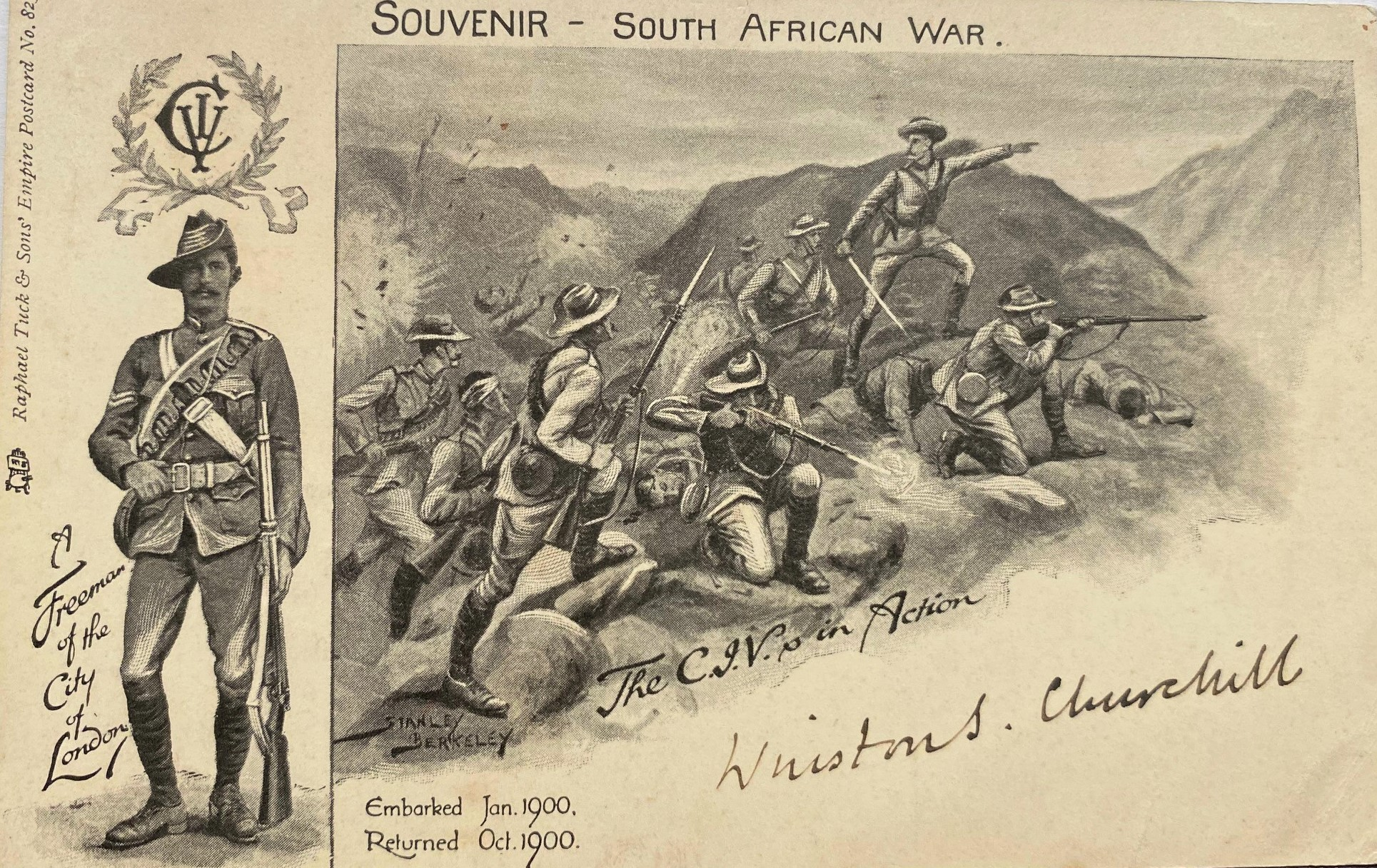
Postkarte mit eigenhändiger Unterschrift Churchills aus dem Burenkrieg.

Den Zweiten Burenkrieg erlebte er als Kriegsberichterstatter der Morning Post. Seinem Biographen Martin Gilbert zufolge war der Vertrag, den Churchill mit der Zeitung aushandelte, „wahrscheinlich der günstigste Vertrag, den überhaupt ein Kriegsberichterstatter bis dahin abgeschlossen hatte“. Außerdem habe er „allgemein dazu […] geführt, die Bezahlung von Journalisten zu verbessern“. Nachdem Churchill bei einem Eisenbahnüberfall der Buren gefangen genommen worden war, gelang ihm eine spektakuläre Flucht von Pretoria zur fast 500 Kilometer entfernten Delagoa-Bucht in der portugiesischen Kolonie Mosambik. Seine Kriegsberichte sowie zwei Bücher über seine Erlebnisse in Südafrika und seine abenteuerliche Flucht machten ihn bekannt und in den Augen vieler Landsleute zu einem Nationalhelden. Dies kam ihm bei der Unterhauswahl des Jahres 1900 zugute.

### Politischer Aufstieg
Bereits 1899 hatte sich Churchill bei einer Nachwahl vergeblich um einen Sitz im britischen Unterhaus bemüht. Nach seiner Rückkehr aus dem Burenkrieg kandidierte er erfolgreich bei den Unterhauswahlen des Jahres 1900 und zog im März 1901 als frisch gewählter Konservativer für den Wahlkreis Oldham ins Parlament ein.
Seinen ersten bedeutenden Auftritt im Parlament hatte er am 31. Mai 1904 mit dem demonstrativen Übertritt von den Konservativen zu den Liberalen. Als Grund dafür gab er an, dass er in der Frage „Freihandel oder Schutzzoll“ die Haltung der Liberalen teile, die für den Freihandel eintraten. Da Churchill aber weder damals noch später großes Interesse für Wirtschaftsfragen zeigte, vermutet sein Biograph Sebastian Haffner, das wahre Motiv für den Parteiwechsel sei der Wunsch gewesen, einem jahrelangen Hinterbänkler-Dasein bei den Konservativen zu entkommen. Bei den Liberalen dagegen habe der sendungsbewusste junge Abgeordnete wegen seines spektakulären Übertritts sofort eine wichtige Rolle spielen können. Bei den meisten Konservativen war er nach diesem Schritt verhasst. Das bezeugen viele Zeitgenossen in ihren Memoiren, so Violet Bonham Carter oder Eduard von der Heydt. Ein zeitgenössischer Beleg ist auch die Schlagzeile „Winston Churchill is out, OUT, OUT!“, mit der die konservative Tageszeitung The Daily Telegraph 1908 Churchills Niederlage gegen William Joynson-Hicks bei einer Nachwahl in Manchester feierte. Dennoch ließ Churchill den Draht zu seiner alten Partei nie völlig abreißen und pflegte Kontakte zu einflussreichen Konservativen. So blieb ihm Arthur Balfour im Ganzen wohlgesinnt, Hugh Cecil war 1908 sein Trauzeuge, und der junge F. E. Smith, mit dem Churchill einen politischen Klub, The Other Club, gründete, wurde damals sein engster persönlicher Freund.

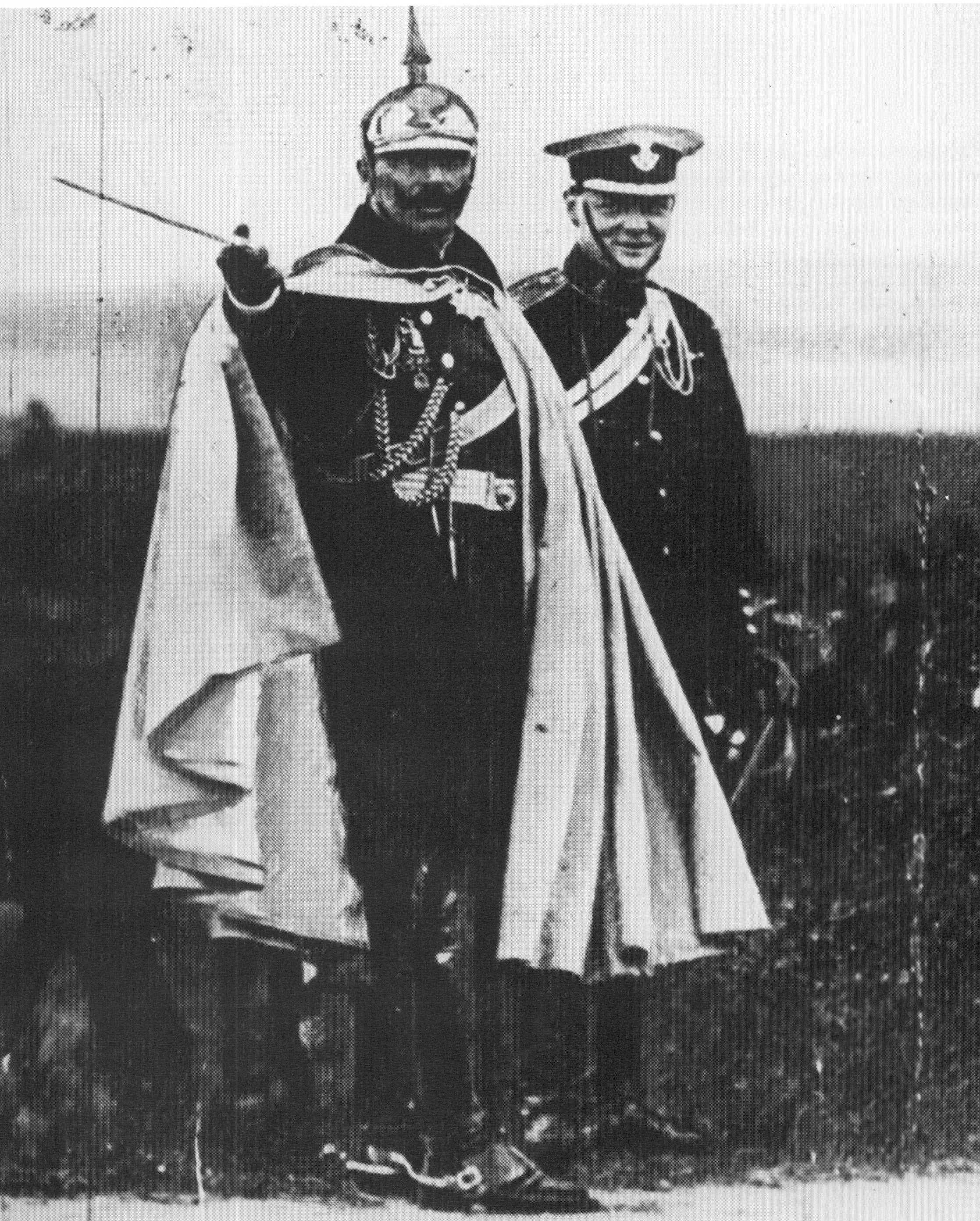
Churchill (re.) und der deutsche Kaiser Wilhelm II. bei Herbstmanövern nahe Breslau (1906)

In der Liberalen Partei wanderte Churchill auf der politischen Skala immer weiter nach links. Er gehörte zum sozialreformerischen Parteiflügel, und wie sein Förderer David Lloyd George galt er in der Öffentlichkeit bald als draufgängerischer, aber auch bewunderter Radikaler. Schon früh zeigte sich sein Ehrgeiz, einmal Premierminister zu werden. So äußerte er sich 1907 selbstbewusst, er werde zum Zeitpunkt seines 43. Geburtstages Regierungschef sein. Politische Verantwortung nahm er bereits früh als Unterstaatssekretär für die Kolonien (1905–1908) unter Lord Elgin sowie als Handels- (1908–1910) und Innenminister (1910–1911) wahr. Insbesondere wegen seiner armenfreundlichen Sozialpolitik stieß er bei den Tories auf heftige Ablehnung. Als skandalös, weil seiner Stellung nicht angemessen, bewerteten sie sein persönliches Eingreifen in eine Schießerei der Londoner Polizei mit Anarchisten, die als Belagerung der Sidney Street bekannt wurde. Das Misstrauen vieler Arbeiter dagegen weckte im November 1910 die Entscheidung des Innenministers Churchill, Soldaten nach Südwales zu entsenden, um die Lage nach dem niedergeschlagenen Tonypandy-Aufstand zu beruhigen. Diese politische Hypothek sollte ihn auf Jahrzehnte belasten.
Während sich der deutsch-britische Flottenkonflikt zuspitzte, machte Premierminister Herbert Henry Asquith Churchill 1911 als Nachfolger von Reginald McKenna zum Ersten Lord der Admiralität (Marineminister). Seine wichtigste Entscheidung in diesem Amt vor Beginn des Ersten Weltkriegs war die Umrüstung der britischen Kriegsflotte von Kohle- auf Ölfeuerung, was ihren Aktionsradius deutlich erhöhte.

### Familiengründung

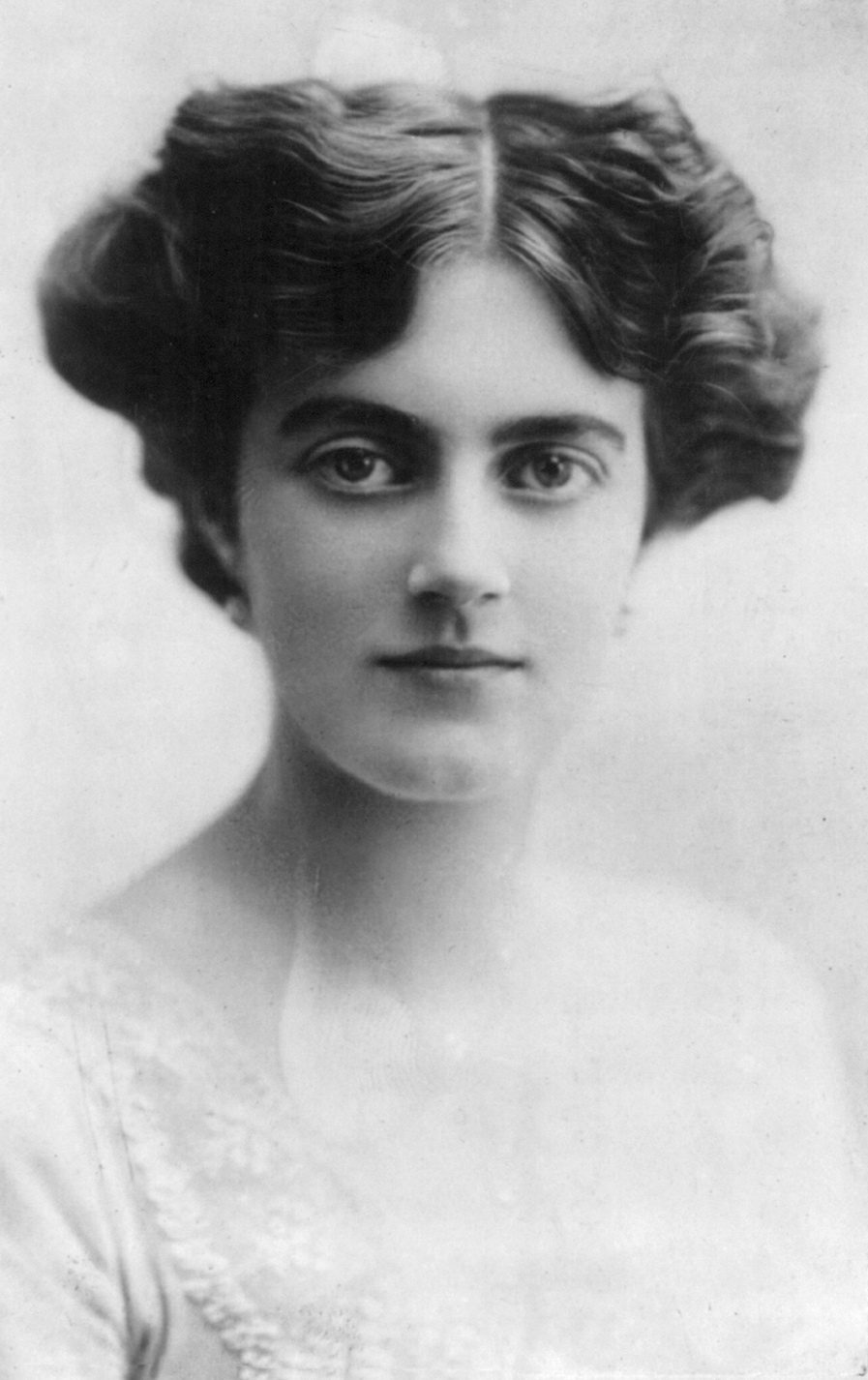
Clementine Churchill (1915)

Den damaligen Konventionen entsprechend, benötigte ein Politiker wie Churchill eine Ehefrau, um weiter Karriere machen zu können. Zwei Frauen, denen er einen Heiratsantrag machte, lehnten ab. Eine, die amerikanische Schauspielerin Ethel Barrymore, begründete dies damit, dass sie dem anstrengenden Leben eines Politikers nicht gewachsen sei. Die andere, eine reiche Erbin, glaubte nicht, dass er eine politische Zukunft habe. Im Jahr 1906, als Churchill Unterstaatssekretär für die Kolonien war, lernte er die zehn Jahre jüngere Clementine Hozier kennen. Beide begegneten sich erneut 1908 und vertieften ihre Beziehung. Churchill war inzwischen Handelsminister, hatte also nach dem Schatzkanzler das zweitwichtigste Wirtschaftsamt in der britischen Regierung inne. Am 12. September 1908 heirateten sie in der St Margaret’s Church in Westminster.
Aus der Ehe gingen vier Töchter und ein Sohn hervor:
- Diana (* 11. Juli 1909; † 20. Oktober 1963)
- Randolph (* 28. Mai 1911; † 6. Juni 1968)
- Sarah (* 7. Oktober 1914; † 24. September 1982)
- Marigold (* 15. November 1918; † 23. August 1921)
- Mary (* 15. September 1922; † 31. Mai 2014)

### Erster Weltkrieg

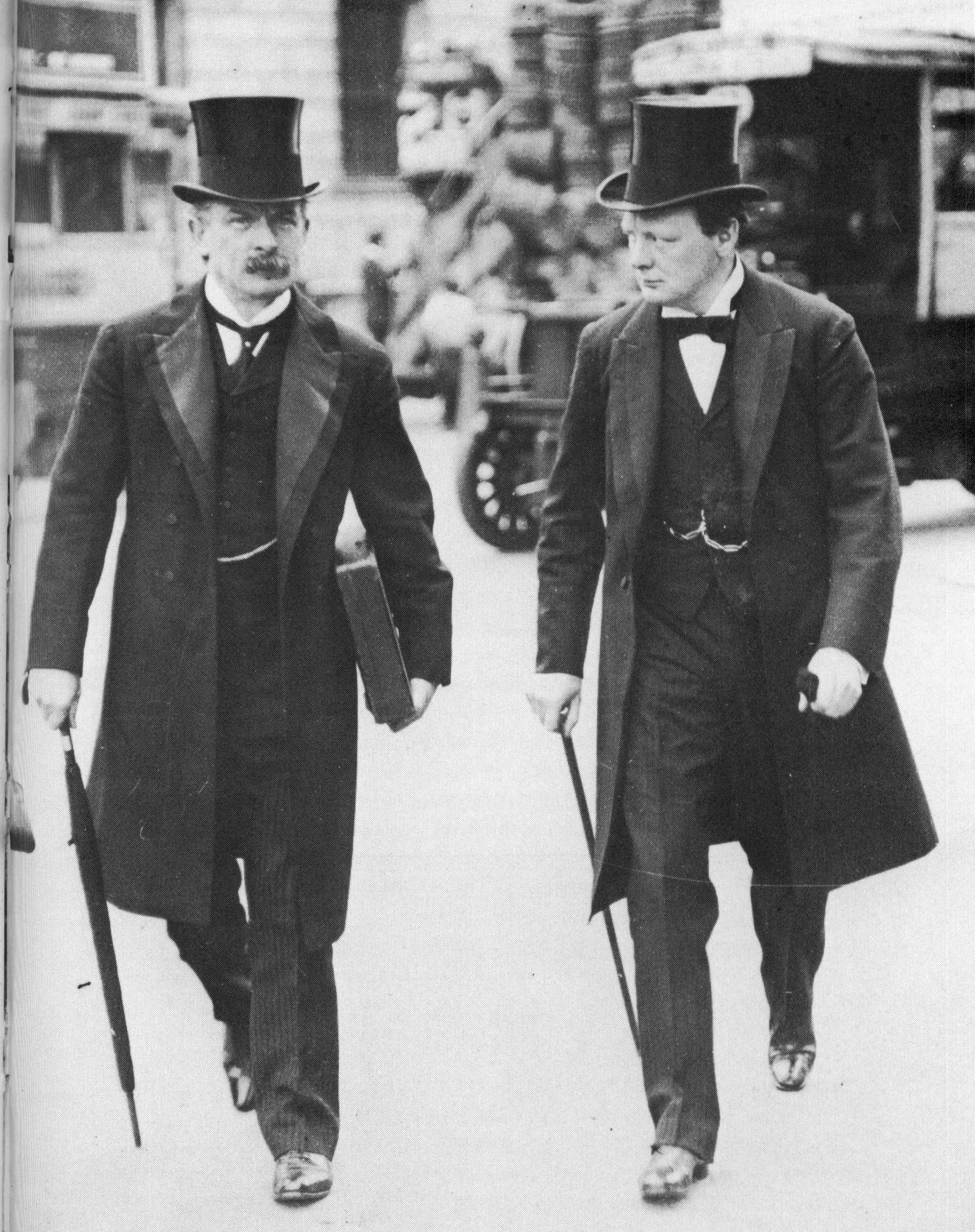
David Lloyd George und Churchill, von der konservativen Presse als die „schrecklichen Zwillinge“ beschimpft, schufen von 1908 bis 1911 die Grundlagen der britischen Sozialgesetzgebung. Als Premierminister holte Lloyd George Churchill 1917 zurück in die Regierung.

Als Kabinettsmitglied bestimmte Churchill Großbritanniens Politik und Strategie im Ersten Weltkrieg an entscheidender Stelle mit – zunächst als Erster Lord der Admiralität (Marineminister), später, nach dem vorübergehenden Ausscheiden aus der Regierung, als Minister of Munitions (Rüstungsminister).

#### Im Marineministerium
Mitunter überschritt Churchill seine Kompetenzen als Erster Lord der Admiralität erheblich, etwa als er sich im Spätsommer 1914 in die Operationen der britischen Expeditionsstreitkräfte in Belgien einmischte und auf eigene Faust die Verteidigung Antwerpens zu organisieren versuchte.
Im Rahmen des Seekriegs entsandte er im Oktober 1914 einen starken Flottenverband in den Südatlantik, der das deutsche Ostasiengeschwader der Kaiserlichen Marine unter Vizeadmiral Graf Spee im Südatlantik aufspürte und im Seegefecht bei den Falklandinseln vernichtete.
Die von Churchill initiierten, von der Royal Navy unterstützten Landungsoperationen britischer, französischer, indischer, vor allem aber australischer und neuseeländischer Truppen bei Gallipoli und beim Kap Helles auf der türkischen Halbinsel Gelibolu am Südausgang der Dardanellen im Spätwinter 1915, erwiesen sich als schwerwiegende Fehlschläge. Ziel der Operation war es, die Mittelmächte Deutschland und Österreich-Ungarn im Süden über das mit ihnen verbündete Osmanische Reich anzugreifen. Dieses galt als „Kranker Mann am Bosporus“ und schwächstes Mitglied des gegnerischen Bündnisses. Nach Anfangserfolgen gelang es den alliierten Truppen jedoch nicht, aus den beiden Landungsbrückenköpfen auszubrechen. Zudem trat Bulgarien auf Seiten der Mittelmächte in den Krieg ein, was die Chance für eine rasche Entscheidung auf dem Balkan deutlich verschlechterte. Flottenchef John Fisher, der Churchills Pläne von Beginn an kritisiert hatte, trat daraufhin zurück.

#### Ausscheiden und Wiedereintritt in die Regierung
Um eine Vertrauenskrise in die Kriegsführung der Regierung Asquith abzuwenden, wurde nun der Eintritt der Konservativen ins Kabinett unausweichlich. Unter ihrem Parteichef Andrew Bonar Law knüpften sie daran jedoch die Bedingung, dass Churchill als Verantwortlicher für die sich abzeichnende Niederlage an den Dardanellen als Marineminister zurücktreten müsse. Ein weiterer Grund für diese Forderung war, dass Churchill den Konservativen seit seinem Parteiwechsel als „Verräter“ galt. So legte er am 18. Mai 1915 sein Amt als Erster Lord der Admiralität nieder. Der Truppenrückzug von den Dardanellen dauerte vom 19. Dezember 1915 bis zum 9. Januar 1916. Bei den Kämpfen verlor die Entente über 140.000 Mann an Toten, Verwundeten, Vermissten und Gefangenen, während die Mittelmächte über 210.000 Mann verloren.

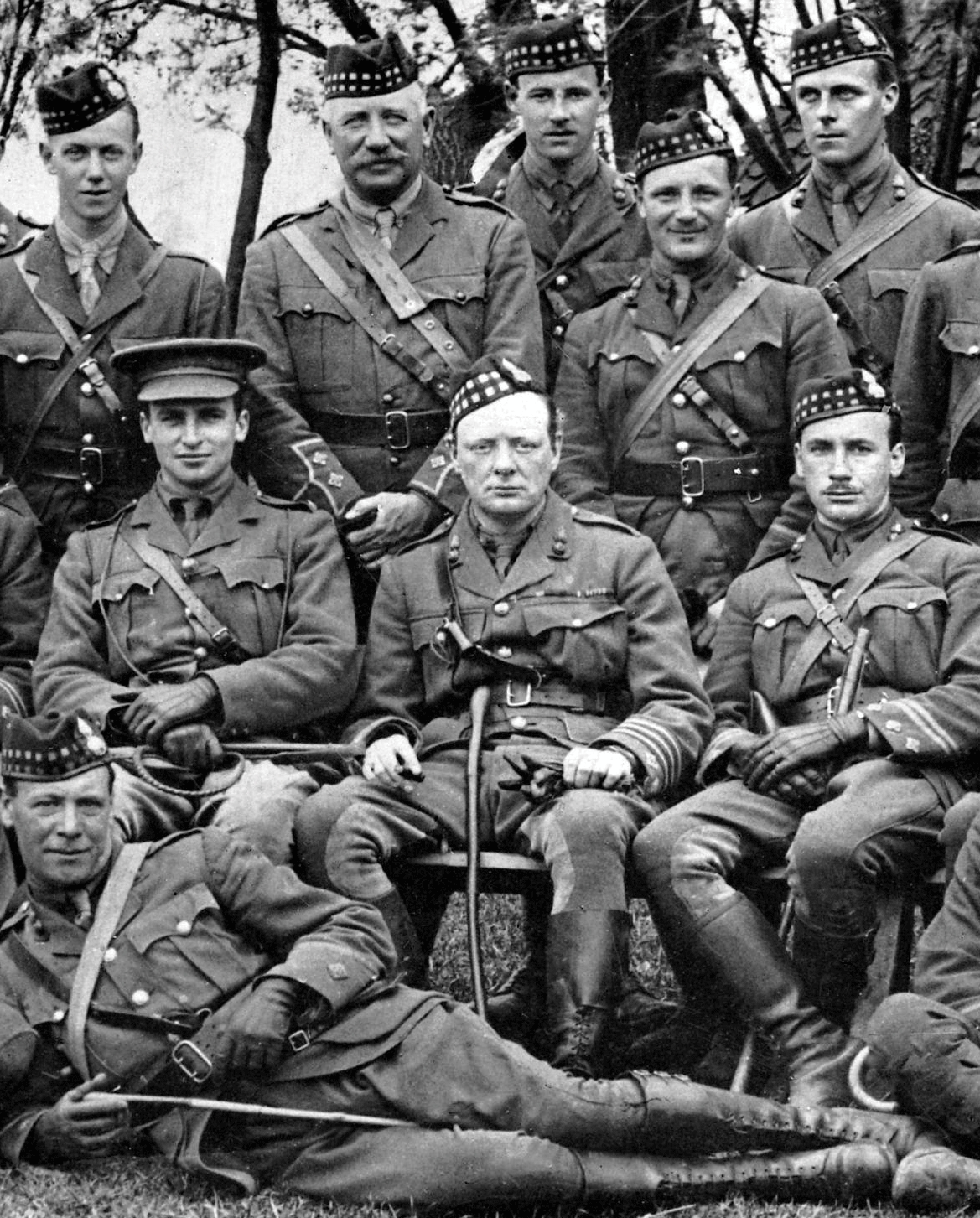
Churchill als Kommandeur der Royal Scots Fusiliers an der Westfront (1916)

Churchill verblieb vom 23. Mai bis zum 16. November 1915 in der unbedeutenden Position des Kanzlers des Herzogtums Lancaster in der erweiterten Regierung Asquith. Da er aber keinen nennenswerten Einfluss mehr auf die Regierungsarbeit nehmen konnte, meldete er sich schließlich freiwillig zur Armee und ging an die Front in Flandern und Nordfrankreich. Vom 20. November 1915 an diente er zunächst als Major im 2. Bataillon der Grenadier Guards. Vom 1. Januar bis zum 6. Mai 1916 befehligte er, nun zum Oberstleutnant befördert, das 6. Bataillon der Royal Scots Fusiliers.
Auch während seines Militärdienstes nahm Churchill sein Parlamentsmandat weiter wahr. Im März 1916 forderte er in einer Rede vor dem Unterhaus kaum verhüllt seine Wiederernennung zum Marineminister, erntete damit aber nur Spott. Erst David Lloyd George, der Asquith im Dezember 1916 als Premierminister ablöste, nahm Churchill, den Konservativen zum Trotz, am 16. Juli 1917 als Minister of Munitions wieder ins Kabinett auf.

#### Entwicklung moderner Waffensysteme
Bereits Ende 1914 war Churchill als Marineminister neben Maurice Hankey, dem Sekretär des Committee of Imperial Defence, für den Bau der damals so genannten „Landschlachtschiffe“ eingetreten. Die neuartige Panzerwaffe sollte die erstarrten Fronten wieder in Bewegung bringen. Unter Churchills Ägide wurde das Landships Committee eingesetzt. Dieses trieb seit Anfang 1915 die Entwicklung der Panzer voran, die in der Endphase des Krieges eine entscheidende Rolle spielen sollten. Nach dem Krieg erklärte eine königliche Prüfungskommission, die mit der Aufgabe betraut war, die Verantwortlichkeit für bahnbrechende militärische Neuerungen und bedeutende strategische Initiativen der Kriegszeit zu klären, dass die Möglichkeit, über die Tanks zu verfügen, vor allen Dingen Churchill zu verdanken gewesen sei:

„Die Kommission hat das Bedürfnis zu erklären, dass es vor allem der Aufgeschlossenheit, dem Mut und der Tatkraft des Sehr Ehrenwerten Winston Spencer Churchill zu verdanken ist, wenn die nebelhafte Idee der Verwendung von Panzerwagen für Kampfzwecke verwirklicht werden konnte.“

Churchill gehörte auch zu den ersten, die das militärische Potenzial von Flugzeugen voll erfassten. Ihm war klar, dass die Maschinen, die im Weltkrieg noch vorwiegend zu Aufklärungszwecken und in Einzelkämpfen eingesetzt worden waren, die Kriegführung revolutionieren würden. Mit ihnen ließen sich künftig Angriffe direkt ins Hinterland des Gegners tragen, um dessen militärische und industrielle Ressourcen zu treffen. Auch Großbritannien würde sich nicht länger auf seine Insellage verlassen können. Als Luftfahrtminister förderte er daher seit 1919 den Aufbau einer Luftwaffe, die auch 1920 im Irak zum Abwurf von Bomben gegen Aufständische eingesetzt wurde.
Der Gefahren des modernen Krieges war sich Churchill vollauf bewusst. In seinem Werk The Aftermath blickte er 1928 auf den Ersten Weltkrieg zurück, zog eine Bilanz aus den Erfahrungen der Vergangenheit und beschrieb damit schon den Krieg der Zukunft:

„Es öffneten sich Luftwege, auf denen Tod und Schrecken weit hinter die eigentlichen Frontlinien getragen werden konnten, so dass auch Frauen, Kinder, Greise und Kranke, die in früheren Kriegen natürlicherweise verschont blieben, davon erfasst wurden. […] Nie zuvor war die Menschheit in dieser Lage. Ohne eine wahrnehmbare Zunahme ihrer Tugenden und ohne den Vorteil einer weiseren Führung hält sie zum ersten Mal die Werkzeuge in Händen, die unfehlbar ihre eigene Vernichtung besiegeln können. […] Die Menschen würden gut daran tun, innezuhalten und über ihre neuen Verantwortungen nachzudenken. Der Tod steht bereit, willfährig, erwartungsvoll und diensteifrig, die Völker massenweise niederzumähen; auf einen Ruf bereit, alle Reste der Zivilisation unwiderruflich zu Staub zu zertrümmern.“

### Nach- und Zwischenkriegszeit

#### In der Nachkriegsregierung
Nach dem Krieg übernahm Churchill in Lloyd Georges Koalitionskabinett nacheinander die Ämter des Kriegs-, des Luftfahrt- und des Kolonialministers (Secretary of State for the Colonies).

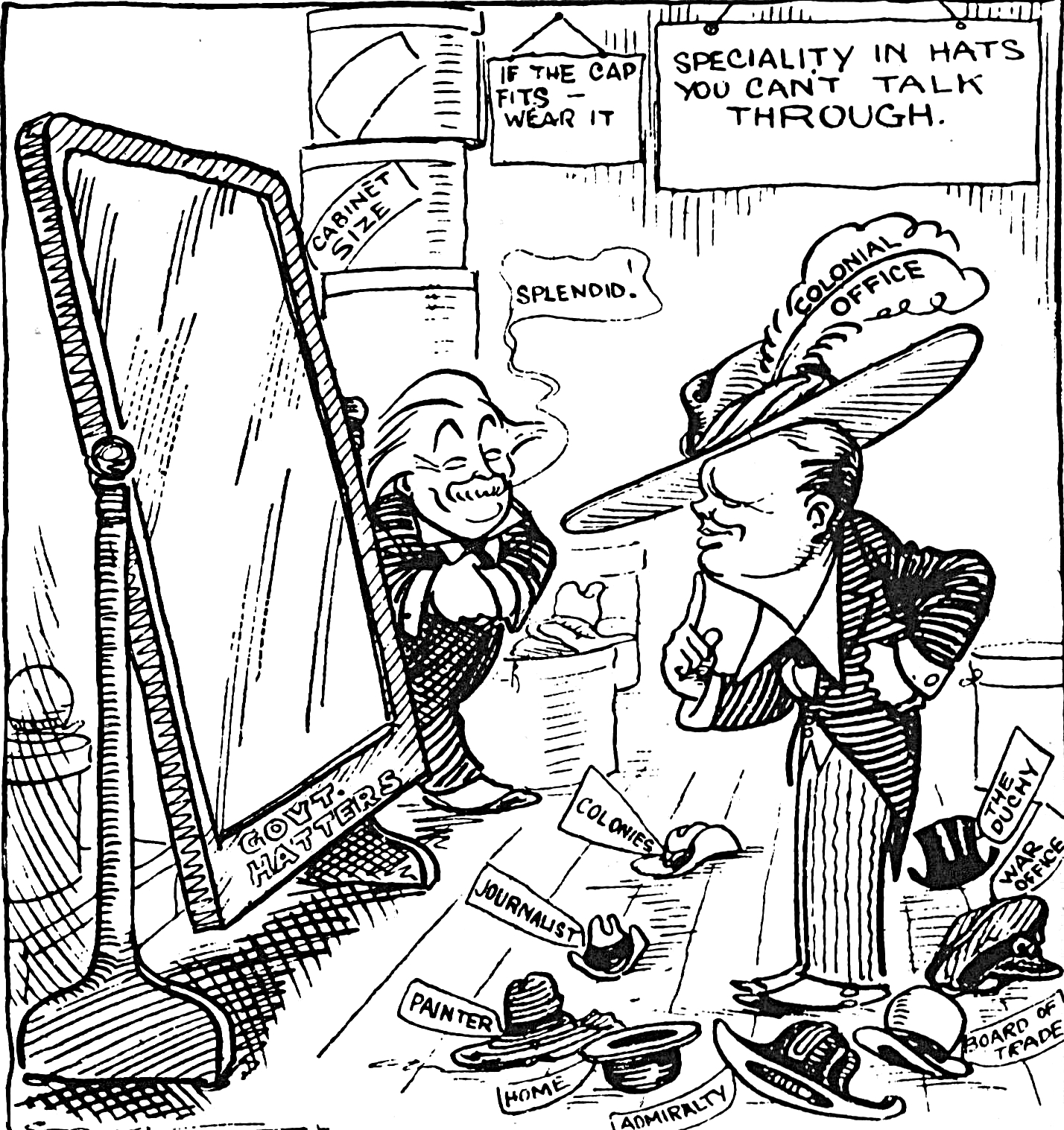
Ein Minister zur beliebigen Verwendung. Die Karikatur von 1921 spielt darauf an, dass Churchill seine Ministerien wechselte „wie andere Leute Hüte“. Den Spiegel haltend: David Lloyd George.

Ab 1919 Kriegsminister, befürwortete er die Intervention der Westalliierten im Russischen Bürgerkrieg auf Seiten der Weißen Armee. Die deutsche Reichsleitung hatte 1917 Lenin aus seinem Schweizer Exil nach Russland reisen lassen, um dessen Regierung zu destabilisieren und das Land aus der Kriegskoalition hinauszudrängen. Daher unterstützten britische und französische Truppen seit dem Frühjahr 1918 von Archangelsk und Murmansk aus die antibolschewistischen Kräfte. Bereits ab Juli 1919 zogen sich die erfolglosen britischen Truppen jedoch aus Russland zurück. Churchill war zwar der Meinung gewesen, der Bolschewismus müsse „bereits in der Wiege erwürgt werden“, konnte sich aber mit seinen Bestrebungen nach einem weitergehenden militärischen Engagement in der eigenen Partei nicht durchsetzen.
Im Januar 1920 rekrutierte die britische Regierung die Black and Tans, welche in der relativ kurzen Zeit ihres Bestehens bis 1922 für etliche brutale Gräueltaten verantwortlich gemacht werden. Die Black and Tans gelten dabei als Idee Churchills.
Im Oktober 1922 verließen die Konservativen nach einer Hinterbänkler-Revolte das Kabinett und Lloyd George erklärte seinen Rücktritt. Mit ihm stürzte der letzte liberale Premier Großbritanniens. Die zwischen Anhängern von Asquith und Lloyd George gespaltenen Liberalen verloren die folgende Wahl; Churchill selbst unterlag in seinem Wahlkreis in Dundee deutlich. Nach zwei Jahren politischer Abstinenz und zwanzig Jahre nach seinem ersten Parteiwechsel trat Churchill 1924 erneut der Konservativen Partei bei.

#### Schatzkanzler im konservativen Kabinett
Noch im November jenes Jahres wurde er Schatzkanzler, also Finanz- und Wirtschaftsminister, in der konservativen Regierung des neuen Premiers Stanley Baldwin und blieb es bis zu dessen Abwahl 1929. Mit seinem französischen Amtskollegen Joseph Caillaux schloss er 1926 ein Fundierungsabkommen über die Kriegsschulden, die die französische Regierung bis 1918 bei der britischen Regierung aufgenommen hatte. Seine wichtigste Entscheidung in diesem Amt war jedoch die Wiedereinführung des Goldstandards, die er 1925 durchsetzte. Diese konservative Finanzpolitik führte zur Überbewertung des Pfund Sterling und damit zur Verteuerung britischer Waren, zu einem Einbruch des Exports und schließlich zu einem Anstieg der Arbeitslosigkeit auf rund 20 Prozent. Die Unzufriedenheit der Arbeiter gipfelte im großen Generalstreik von 1926. Churchill forderte, den mehr als sechs Monate dauernden Arbeitskampf gewaltsam zu beenden. Er war der Meinung: „Entweder das Land bricht den Generalstreik, oder der Generalstreik zerbricht das Land.“ Premierminister Baldwin verfolgte dagegen einen behutsameren Kurs und konnte den Generalstreik schnell entschärfen. 1931, zwei Jahre nach Churchills Ablösung als Schatzkanzler, wurde der Goldstandard wegen seiner verheerenden wirtschaftlichen Auswirkungen wieder abgeschafft.
Die krisengeschüttelte Regierung Baldwin wurde nach der Unterhauswahl von 1929 durch ein Labour-Kabinett unter Ramsay MacDonald abgelöst. Noch im selben Jahr wurde Churchill Kanzler der Universität Bristol, behielt aber auch seinen Parlamentssitz und blieb in der Oppositionszeit zunächst Mitglied des Schattenkabinetts.

#### Rückzug aus dem Schattenkabinett
Ende 1929 unternahm Churchill eine Vortragsreise nach Amerika. Infolge des New Yorker Börsencrashs im Oktober, den er am Rande miterlebte, verlor auch er viel Geld, das er in Aktien angelegt hatte. Nur seine Einnahmen als Schriftsteller und eine verstärkte Tätigkeit als Kolumnist bewahrten ihn vor dem zeitweise drohenden Ruin. Im folgenden Jahr überwarf sich Churchill mit Baldwin wegen dessen angeblich zu nachgiebiger Haltung gegenüber der indischen Unabhängigkeitsbewegung. Als überzeugter Imperialist war er deren erklärter Gegner und sah in ihrem Anführer Mahatma Gandhi nur einen „halbnackten Fakir“. Die „Irwin-Deklaration“ von Edward Wood, 1. Earl of Halifax (seit 1926 auf Vorschlag von Baldwin hin Vizekönig von Indien) für ein Indien als selbstständig verwaltetes Dominion lehnte Churchill ebenfalls ab und trat 1931 aus Baldwins Schattenkabinett aus. 1935 forderte er die indischen Fürsten explizit zum Widerstand gegen den Government of India Act auf, und diese verweigerten mit großer Mehrheit den Beitritt zu der von dem Gesetz vorgesehenen Föderation. Einige Biographen machen Churchill daher mit dafür verantwortlich, dass eine konstruktive Einbindung der probritischen indischen Fürstenstaaten in die Selbstverwaltung Indiens verhindert wurde. Schwerer noch wiegt der Vorwurf, während des Zweiten Weltkriegs habe Churchills Regierung gleichgültig auf die Hungersnot in Bengalen reagiert und damit den Tod von etwa 3 Millionen Menschen in Kauf genommen.
Im Januar 1931 trat Churchill wegen der Unstimmigkeiten über Indien aus Baldwins Schattenkabinett aus. Im Dezember desselben Jahres wurde er in New York von einem Taxi angefahren. Die Verletzungen zwangen ihn zu einer einjährigen Erholungsphase, die er zum großen Teil auf Reisen verbrachte. So unternahm er 1932, um für die geplante Biographie seines Ahnherrn Marlborough zu recherchieren, auch eine Fahrt durch Deutschland. Die Reise zu den Schlachtfeldern des Spanischen Erbfolgekriegs führte ihn auch nach München. In seinem dortigen Hotel traf er Ernst Hanfstaengl, damals Auslands-Pressechef der NSDAP, der sich bereit erklärte, eine Begegnung zwischen ihm und Hitler zu arrangieren. Das schon vereinbarte Treffen wurde aber kurzfristig wieder abgesagt, nachdem Churchill kritische Fragen zum Antisemitismus Hitlers gestellt hatte. So kam es nie zu einem persönlichen Zusammentreffen der späteren Kriegsgegner.

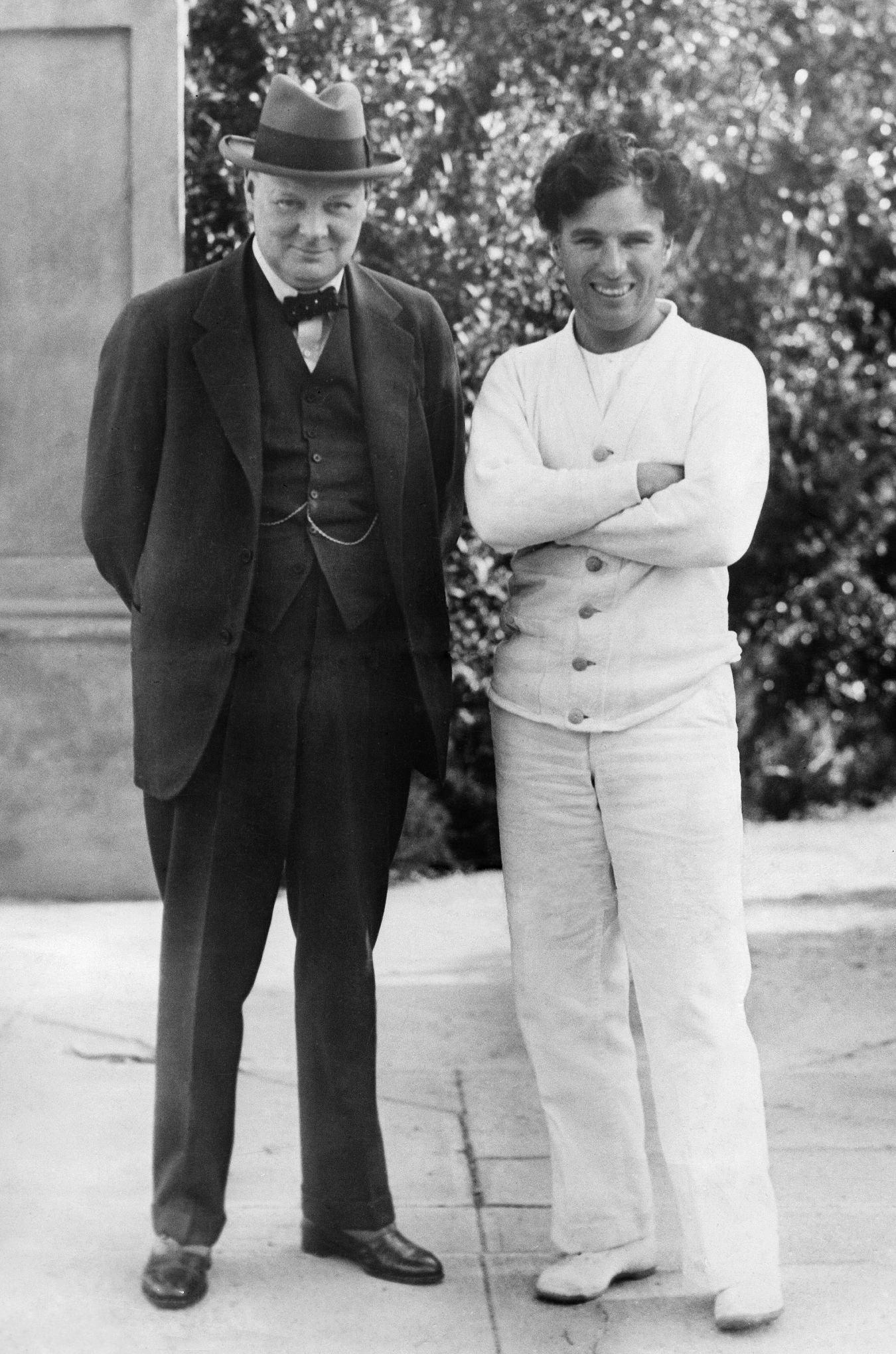
Churchill zu Gast im Atelier von Charlie Chaplin in Hollywood (1930). Aus dem Plan des kaltgestellten Politikers, als Drehbuchautor zu arbeiten, wurde jedoch nichts.

Aufgrund seiner häufigen Abwesenheit von Westminster verlor Churchill Anfang der 1930er Jahre zunehmend an Einfluss im parteiinternen Richtungsstreit. Ganz anders als zu Beginn seiner politischen Karriere galt er damals nahezu als Reaktionär. Wie die meisten konservativen Politiker dieser Zeit unterschätzte er Adolf Hitler zunächst und glaubte, in dessen und in Mussolinis Politik positive Ansätze erkennen zu können. In manchen Punkten gab es sogar gewisse Übereinstimmungen. So befürwortete Churchill beispielsweise die Eugenik, da er in „Geistesschwachen“ und „Verrückten“ eine Bedrohung für Wohlstand, Vitalität und Kraft der britischen Gesellschaft sah. Er trat für ihre Segregation und Sterilisierung ein, damit der „Fluch mit diesen Menschen ausstirbt und nicht an nachfolgende Generationen weitergegeben wird“.
Churchills Einstellung gegenüber dem Faschismus änderte sich aber, als er erkannte, dass Hitlers Politik auf einen neuen Krieg hinauslief. Seine Warnungen und die scharfe Ablehnung der Appeasement-Politik, der Beschwichtigung und des Nachgebens gegenüber der Aggression des nationalsozialistischen Deutschland, brachten ihm in weiten Teilen der britischen Bevölkerung den Ruf eines Kriegstreibers ein. Hatte er bei seinem Aufenthalt in München noch vergeblich das Gespräch mit Hitler gesucht, so wies er nun Annäherungsversuche der deutschen Reichsregierung, darunter zwei Einladungen Hitlers nach Berchtesgaden, zurück. Langfristig verbesserte er mit dieser Haltung zwar sein Verhältnis zu einigen seiner innenpolitischen Gegner, den antifaschistischen linken Sozialisten und zur Labour Party, der großen Mehrheit der britischen Öffentlichkeit erschien Churchill in den 1930er Jahren jedoch als ein Mann, der seine Zukunft hinter sich hatte. In der konservativen Parlamentsfraktion beschränkte sich seine Anhängerschaft auf zwei damals noch sehr unbedeutende Abgeordnete: Harold Macmillan und Brendan Bracken.

#### Betätigung als Maler und Schriftsteller
Er zog sich auf seinen Landsitz Chartwell in Kent zurück, wo er sich seinem Hobby, der Malerei, vor allem aber seiner journalistischen und schriftstellerischen Arbeit widmete. Ende 1933 veröffentlichte er seine Marlborough-Biographie, und 1937 nahm er seine vierbändige Geschichte der englischsprachigen Völker in Angriff, die er jedoch erst 20 Jahre später, nach seinem endgültigen Ausscheiden als Premierminister, abschließen konnte. Seine publizistische Tätigkeit war so umfangreich, dass er eigene Rechercheure beschäftigte sowie Schreibkräfte, denen er seine Arbeiten bis spät in der Nacht diktierte. Seinem Biographen William Raymond Manchester zufolge war Churchill in den 1930er Jahren der bestbezahlte Schriftsteller und Kolumnist der Welt.
Die Malerei hatte Churchill bereits 1915, kurz nach seinem damaligen Ausscheiden aus der Regierung, dank seiner Schwägerin Gwendeline für sich entdeckt. Später schulte er seine Technik mit Unterstützung von John Lavery und John Nicholson und behielt die Freizeitbeschäftigung fast bis an sein Lebensende bei. Seine Bilder, die meist in Chartwell entstanden, signierte er mit „WSC“ oder „W.S.C.“. Sie zeigen bevorzugt Landschafts- und Architekturmotive und befanden sich bis zum Tod von Churchills jüngster Tochter Mary Soames überwiegend in deren Besitz. Als bedeutendstes Werk dieser Sammlung gilt das Ölgemälde The Goldfish Pool at Chartwell (1932), das 1948 in der Sommerausstellung der Royal Academy of Arts gezeigt wurde. 2021 erzielte das Bild Tower of the Koutoubia Mosque (1943) bei Christie’s einen Versteigerungserlös von 9,5 Mill. Euro.
Churchill ging in diesen Wilderness Years – den Jahren in der Wildnis, wie er die Zeit seines inneren Exils später bezeichnete – aber nicht nur seinen künstlerischen Ambitionen nach. Er pflegte weiterhin intensive politische und gesellschaftliche Kontakte, um den Anschluss an die Entwicklungen seiner Zeit zu behalten. Zu den Gästen seiner berühmten Abendgesellschaften in Chartwell zählten u. a. Heinrich Brüning, Frederick Lindemann und Charlie Chaplin.

### Rückkehr in die Regierung

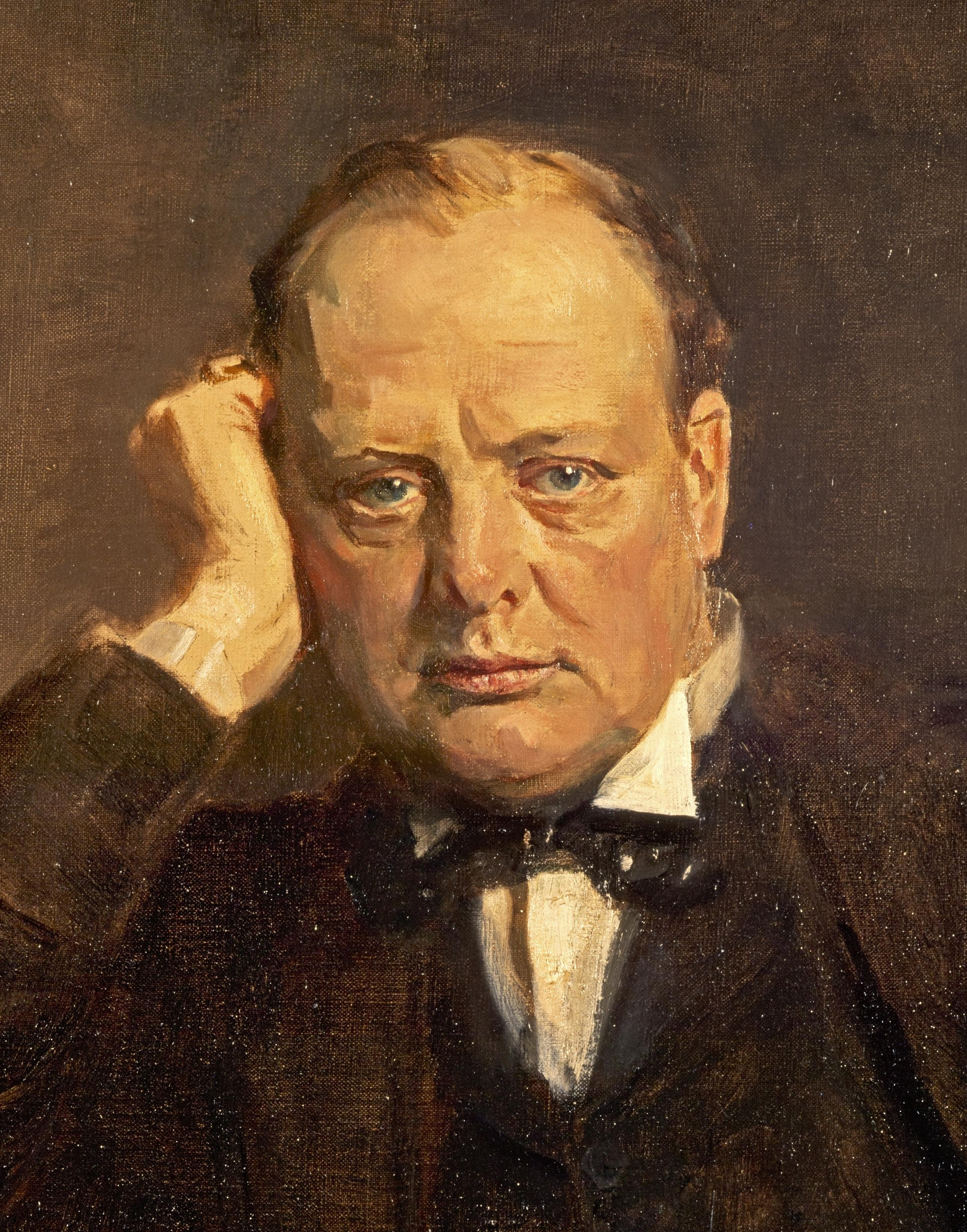
Winston Churchill, Porträtstudie von James Guthrie für Statesmen of World War I (um 1920)

Die Warnungen vor Hitler wurden so lange nicht ernst genommen, bis dessen eigene Politik dem britischen Volk und der politischen Klasse in Großbritannien klarmachte, wie berechtigt Churchills Misstrauen gewesen war. Im März 1938 erzwang das nationalsozialistische Deutschland zunächst den „Anschluss“ Österreichs. Im September löste es die Sudetenkrise aus, die zum Münchner Abkommen und zur erzwungenen Abtretung des Sudetenlandes von der Tschecho-Slowakischen Republik führte. Kein halbes Jahr später brach Hitler dieses Abkommen wieder: Im März 1939 kam es zu der von der NS-Propaganda euphemistisch so bezeichneten „Zerschlagung der Rest-Tschechei“ und zur Errichtung des Protektorats Böhmen und Mähren. Und schließlich, am 21. März, nur sechs Tage nach der Besetzung Prags durch die Wehrmacht, erpresste Hitler unter Kriegsandrohung die Abtretung des Memellands von Litauen. Damit war die Appeasement-Politik für jedermann sichtbar gescheitert. Am 31. März 1939 sahen sich Großbritannien und Frankreich daher veranlasst, eine Garantieerklärung zugunsten der Polnischen Republik abzugeben.
Churchill, der diese Entwicklung vorausgesagt hatte, fand nun zunehmend Gehör. Zwei Tage nach dem deutschen Überfall auf Polen, mit dem am 1. September 1939 der Zweite Weltkrieg begann, berief Premierminister Neville Chamberlain ihn in sein Kriegskabinett. Am 3. September übernahm Churchill, wie bereits 1911, das Amt des Ersten Lords der Admiralität, d. h. des Marineministers. Die Kriegserklärung an das Deutsche Reich folgte am selben Tag, doch die Großmächte vermieden noch ein halbes Jahr lang die direkte Konfrontation im großen Maßstab, so dass Hitler und Stalin, wie im geheimen Zusatzprotokoll des Deutsch-sowjetischen Nichtangriffspaktes vom 24. August 1939 beschlossen, das polnische Staatsgebiet ungehindert unter sich aufteilen konnten. Die darauffolgenden Monate bis zum Frühjahr 1940 gingen als „Sitzkrieg“ (französisch Drôle de guerre – „komischer, seltsamer Krieg“; englisch Phoney War) in die Geschichte ein.
Churchill wusste, welche kriegsentscheidende Bedeutung die Lieferungen von Eisenerz aus dem Bergwerk Kiruna in Schweden über den eisfreien norwegischen Hafen Narvik für das Deutsche Reich hatten. Er drängte daher ab Dezember 1939 darauf, auf der Schifffahrtsroute entlang der Küste des neutralen Norwegen Seeminen zu verlegen. Diese Operation Wilfred hätte deutsche Erzfrachter zum Ausweichen in internationale Gewässer gezwungen, wo sie dann von der Royal Navy hätten versenkt werden können. Ein weiterer Plan sah vor, im Rahmen der Operation Royal Marine im Rhein an der französisch-deutschen Grenze Treibminen zu verlegen. Beide Pläne wurden jedoch bis April 1940 von der französischen Regierung blockiert, um keinen deutschen Angriff zu provozieren. Zudem wären mit Operation Wilfred britisch-französische Waffenlieferungen an Finnland im Winterkrieg gegen die Sowjetunion behindert worden. Erst im Mai 1940 wurden in Rhein, Mosel und Maas mehrere tausend Treibminen verlegt, die den Schiffsverkehr zwischen Karlsruhe und Mainz behinderten.
Als Alternative zu diesen Vorhaben favorisierte Churchill den Plan R 4, die Besetzung der norwegischen Häfen durch britische Truppen. Diesem Plan kamen die Deutschen jedoch um wenige Stunden zuvor. Unter höchster Geheimhaltung hatten sie das Unternehmen Weserübung vorbereitet, das am 7. April 1940 begann und am 9. April zur Besetzung erster Ziele in Dänemark und Norwegen führte. Die Royal Navy konnte Narvik daher nicht mehr kampflos erreichen. In der anschließenden Schlacht um Narvik hätte das unerfahrene britisch-französische Expeditionskorps, das ab dem 24. April durch norwegische Truppen verstärkt worden war, die deutschen Gebirgsjäger beinahe besiegt. Letztlich scheiterte das Unternehmen der Alliierten am fehlenden Nachschub, und nach Beginn des deutschen Westfeldzuges am 10. Mai 1940 zogen sich die letzten britisch-französischen Einheiten aus Norwegen zurück.

### Der Kriegspremier
Briten und Franzosen hatten die deutsche Besetzung Polens und Dänemarks sowie den Angriff auf Norwegen nicht verhindern können. Mit dem Scheitern des Plans R 4 verlor Premier Chamberlain den politischen Rückhalt in Bevölkerung und Parlament. Nach der Norwegendebatte sah sich der frühere Verfechter der Appeasement-Politik zum Rücktritt gezwungen.
Obwohl Churchill von Teilen der Presse für den Fehlschlag in Norwegen verantwortlich gemacht wurde, kamen als Nachfolger Chamberlains nur er oder Lord Halifax in Frage. Letzterer genoss bei den Konservativen weitaus mehr Unterstützung als Churchill, war als Appeasementpolitiker jedoch bei der Opposition weitgehend diskreditiert. Die Labour Party machte ihren Eintritt in eine Allparteienregierung davon abhängig, dass Churchill deren Führung übernehmen würde. Am 9. Mai erklärte Chamberlain seinen Rücktritt. Am 10. Mai trat Winston Churchill an die Spitze einer Regierung der Nationalen Koalition. Seine Kriegsregierung vereinte Konservative, Labour-Mitglieder und Liberale. Er selbst übernahm neben dem Amt des Premiers auch das des Ministers für Verteidigung. Chamberlain wurde Lord President und arbeitete loyal mit Churchill zusammen, der ihn als seinen Stellvertreter betrachtete, obwohl eigentlich Labour-Chef Clement Attlee diese Funktion innehatte. Noch am Tag der Regierungsbildung begann der deutsche Westfeldzug mit dem Angriff auf Luxemburg, Belgien und die Niederlande. Ab dem 24. Mai wurden die alliierten Truppen von Norwegen nach Frankreich zurückverlegt. Am 8. Juni fiel Narvik in deutsche Hand, und mit dem Angriff der Wehrmacht auf die französische Front südlich der Somme begann die entscheidende zweite Phase der Westoffensive.

#### Frühjahr und Sommer 1940

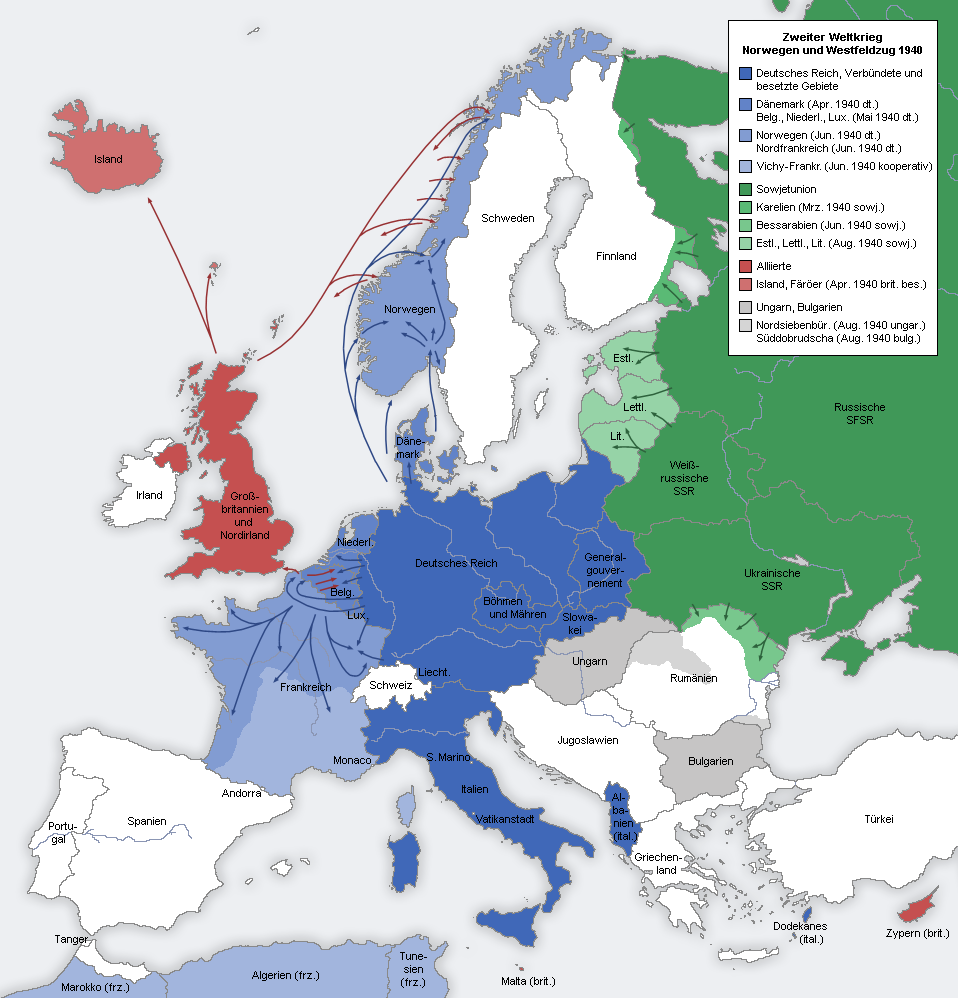
Die territoriale Situation in Europa nach dem deutschen Westfeldzug 1940

Aufgrund des unerwartet schnellen Vormarschs der Wehrmacht im Westfeldzug wurde Churchill schon in den ersten Tagen seiner Amtszeit mit dem völligen Scheitern der alliierten Kriegsstrategie konfrontiert. Am 21. Mai erreichten deutsche Panzerverbände die Kanalküste bei Abbeville, so dass das britische Expeditionskorps bei Dunkerque eingeschlossen wurde. Als sich bereits in den ersten Juni-Wochen die militärische Niederlage Frankreichs abzeichnete, versuchte Churchill, eine Kapitulation des Verbündeten unter allen Umständen zu verhindern. Aus diesem Grund schlug er der französischen Regierung eine französisch-britische Union vor, die Vereinigung beider Länder. Dem gemeinsamen Oberkommando hätten damit die französische Flotte und die außerhalb Europas stationierten französischen Truppen weiterhin zur Verfügung gestanden. In Frankreich setzten sich jedoch die Befürworter einer Kapitulation durch, die unter Marschall Philippe Pétain eine neue Regierung bildeten. Diese unterzeichnete am 22. Juni in Compiègne einen Waffenstillstand mit Deutschland. Frankreich schied aus dem Krieg aus.
Die meisten Historiker stimmen darin überein, dass Hitler einem Sieg nie so nahegekommen ist wie im Frühjahr und Sommer 1940: Die Sowjetunion unterstützte Deutschland, Frankreich war geschlagen, und Großbritannien stand allein und ohne ausreichend gerüstete Armee der deutschen Kriegsmaschinerie gegenüber, die bereits halb Europa überrannt hatte. Wie John Colville vermerkte, gab Außenminister Lord Halifax Ende Mai 1940 den Krieg verloren und sah den Moment gekommen, Mussolini um die Vermittlung von Friedensgesprächen mit Hitler zu bitten. Darüber kam es zu heftigen Diskussionen im War Council, der aus Churchill, Chamberlain und Halifax sowie den Labour-Politikern Clement Attlee und Arthur Greenwood bestand und zu dem der Premier auch Archibald Sinclair von den Liberalen einlud. In diesen Auseinandersetzungen, die in der letzten Maiwoche 1940 kulminierten, sieht der Historiker John Lukacs die entscheidende Wende im Krieg gegen Hitler. Churchills Kriegsstrategie habe dessen Sieg verhindert und damit den der Alliierten später erst möglich gemacht. Halifax sah keinen Nachteil in unverbindlichen Sondierungen, um einen möglichen Friedensvertrag mit Deutschland auszuhandeln. Churchill und Greenwood dagegen lehnten Verhandlungen strikt ab, da diese sich verheerend auf die Moral der Bevölkerung auswirken müssten. Zu einem Frieden, der die Rückgabe ehemaliger deutscher Kolonien und eine gewisse Vorherrschaft Deutschlands in Zentraleuropa beinhaltet hätte, erklärte Churchill sich zwar bereit. Er bezweifelte jedoch, dass Hitler sich damit zufriedengeben würde. Vielmehr werde dieser auch die Übergabe der Royal Navy und diverser Flottenstützpunkte verlangen, dies als Abrüstung bezeichnen und eine Marionettenregierung unter einem Faschisten wie Oswald Mosley installieren wollen. Ein kompromittiertes Großbritannien werde zu einem Sklavenstaat herabsinken.
Hitlers Sieg hätte nach Churchills eigenen Worten bedeutet, dass „die ganze Welt, einschließlich der Vereinigten Staaten, einschließlich all dessen, was wir gekannt und geliebt haben, im Abgrund eines neuen dunklen Zeitalters versinken“ müsste. Daher kam er zum Schluss, dass Großbritannien keinerlei Zugeständnisse an Deutschland machen und den Krieg notfalls von Übersee aus weiterführen sollte. Im War Council wurde er von den Labour-Vertretern Attlee und Greenwood ebenso unterstützt wie vom liberalen Sinclair. Auch Chamberlain neigte nach den internen Diskussionen zu Churchills Position, so dass Halifax isoliert war.
Schon am 13. Mai, in seiner ersten Rede als Premierminister, hatte Churchill seinen Landsleuten „nichts als Blut, Mühsal, Tränen und Schweiß“ angekündigt und festgestellt, dass der „Krieg gegen eine monströse Tyrannei, wie sie nie übertroffen worden ist im finsteren Katalog der Verbrechen der Menschheit“, nur mit einem „Sieg um jeden Preis“ beendet werden dürfe. Selbst nach der Niederlage Frankreichs, als viele den Krieg für England verloren gaben, beharrte Churchill auf Zielen, die praktisch damals schon auf die bedingungslose Kapitulation Deutschlands hinausliefen. Am 18. Juni sagte er vor dem Unterhaus:

„Was wir verlangen, ist gerecht, und wir nehmen nichts davon zurück. Kein Jota, keinen i-Punkt lassen wir ab. Tschechen und Polen, Norweger, Holländer und Belgier haben ihre Sache mit der unseren vereint. Sie alle müssen wieder aufgerichtet werden.“

Mit einer weiteren Rede (We Shall Fight on the Beaches) stimmte er am 4. Juni das Parlament und wenig später in einer Rundfunkansprache das britische Volk auf den Widerstand gegen Hitler-Deutschland ein. Er machte – auch an dessen Adresse gerichtet – unmissverständlich klar:

„Wir werden bis zum Ende gehen. Wir werden in Frankreich kämpfen, wir werden auf den Meeren und Ozeanen kämpfen. Wir werden mit wachsender Zuversicht und wachsender Stärke in der Luft kämpfen. Wir werden unsere Insel verteidigen, wie hoch auch immer der Preis sein mag. Wir werden an den Stränden kämpfen, wir werden an den Landungsplätzen kämpfen, wir werden auf den Feldern und auf den Straßen kämpfen, wir werden in den Hügeln kämpfen. Wir werden uns nie ergeben.“

Infolge dieser kompromisslosen Haltung ignorierte Churchill auch das „Friedensangebot“ Hitlers an Großbritannien in der Reichstagsrede vom 19. Juli 1940. Hatte sich die deutsche Führung bis dahin noch der Hoffnung hingegeben, angesichts der Kriegslage könnten kompromissbereitere britische Politiker Churchill ablösen, so wurde diese am 22. Juli zunichtegemacht. Churchill veranlasste ausgerechnet den als früheren Verfechter des Appeasement bekannten Lord Halifax zu einer Antwort auf Hitlers Rede: „Deutschland wird den Frieden erhalten, wenn es die von ihm besetzten Gebiete geräumt, alle von ihm unterdrückten Freiheiten wiederhergestellt und Garantien für die Zukunft gegeben hat.“

#### Invasionsgefahr und Luftkrieg

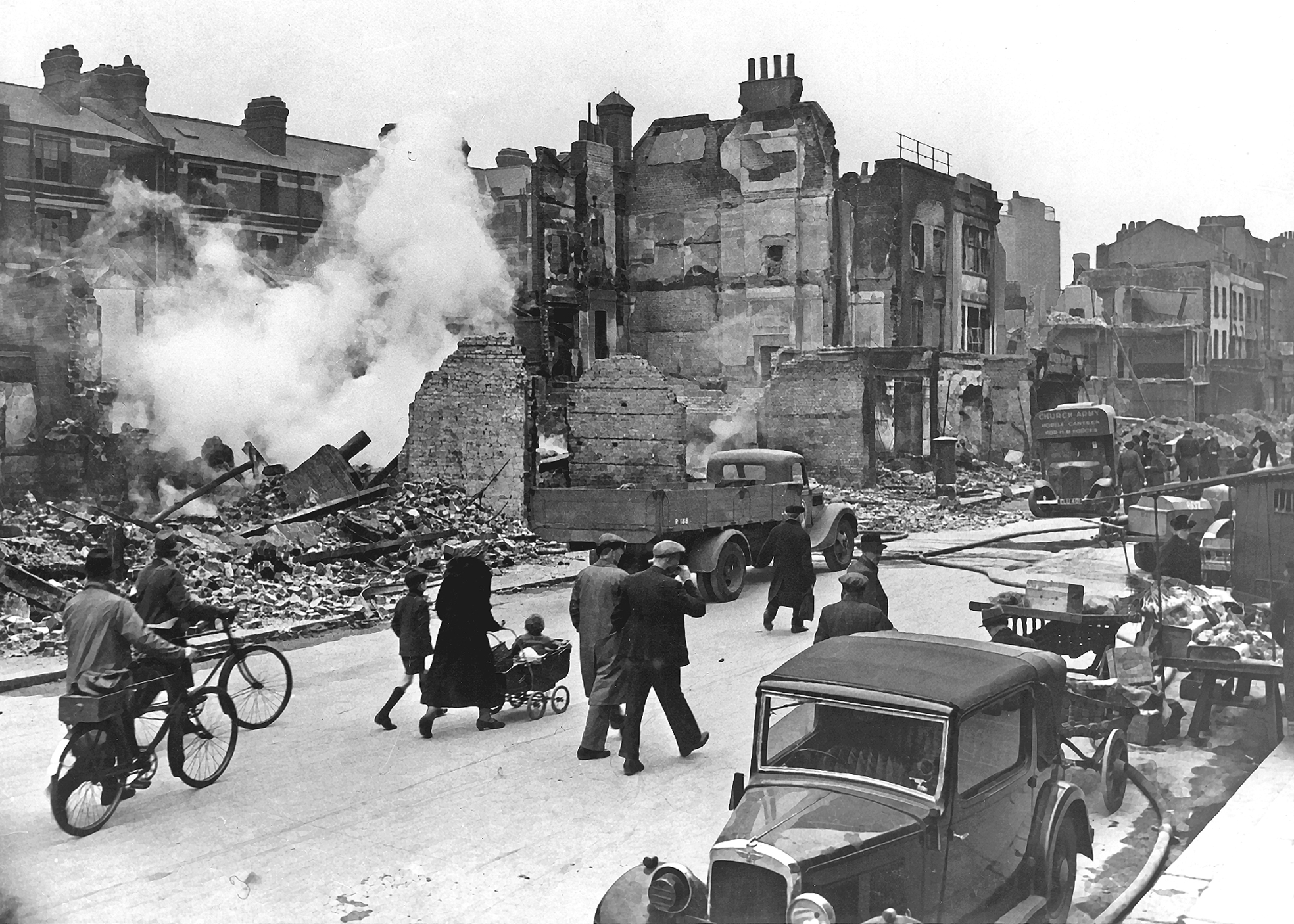
Bei einem Luftangriff zerstörte Londoner Häuser

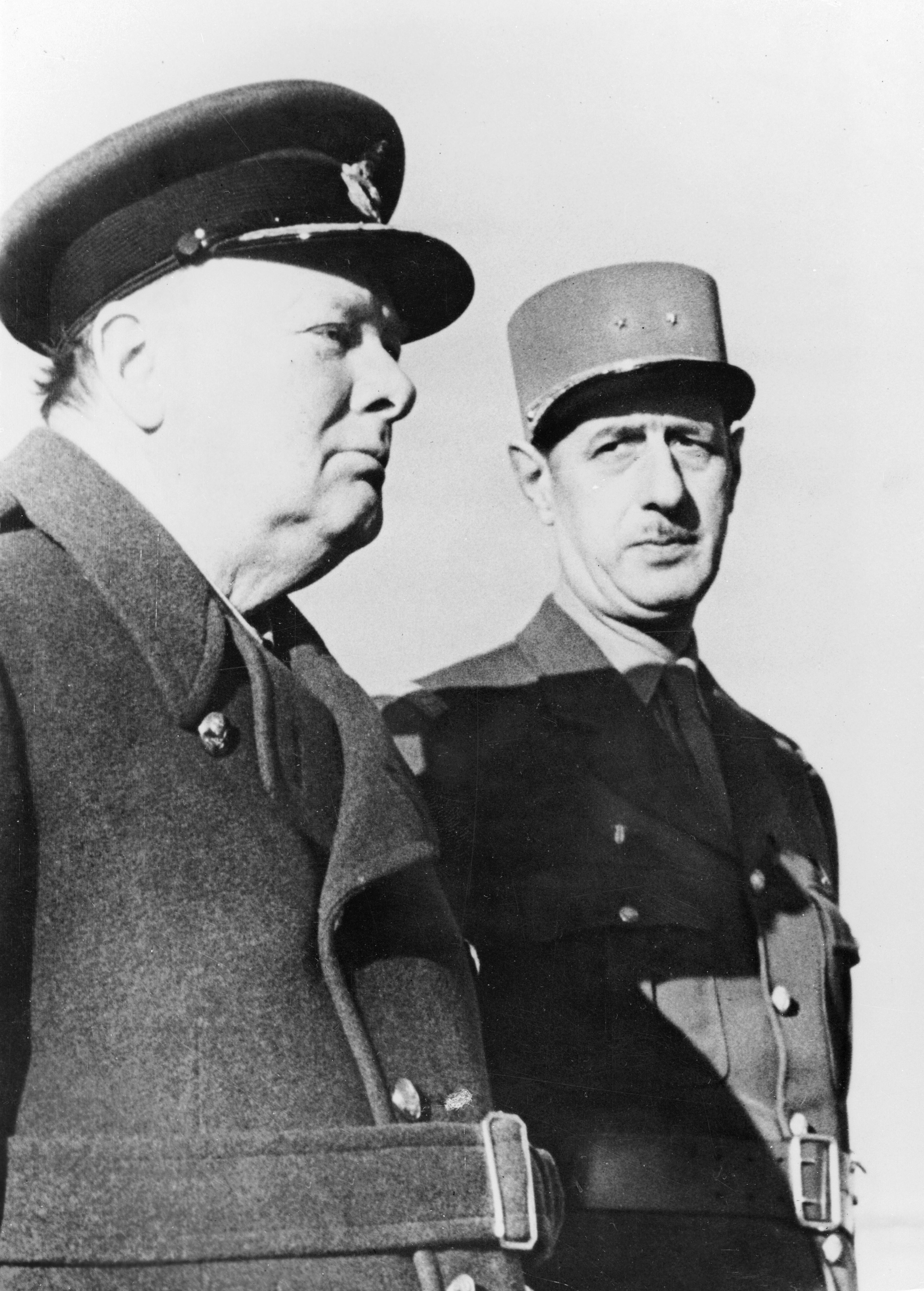
Churchill und de Gaulle in Marokko (1944)

Churchill bestand erfolgreich seine ersten großen Herausforderungen im Amt: Seiner Regierung gelang es, das geschlagene britische Expeditionskorps zum größten Teil aus Dünkirchen abzuziehen und eine deutsche Invasion zu verhindern. Die Grundlage dafür hatte der Premier unmittelbar nach seinem Regierungseintritt gelegt, indem er der Flugzeugproduktion oberste Priorität eingeräumt und Lord Beaverbrook die Verantwortung dafür übertragen hatte. Als die Luftschlacht um England im August 1940 ihren Höhepunkt erreichte, war es maßgeblich dessen Leistungen und denen des Luftmarschalls Hugh Dowding zu verdanken, dass die Royal Air Force (RAF) der deutschen Luftwaffe ein militärisches Patt abtrotzen konnte. Hitler gelang es zum ersten Mal nicht, einem Land seinen Willen aufzuzwingen. Churchills Entschluss weiterzukämpfen, der endgültig in den Tagen von Dünkirchen gefallen war, zwang Hitler schließlich dazu, den von Anfang an geplanten Krieg gegen die Sowjetunion zu wagen, ohne den Krieg im Westen beendet zu haben. Historiker wie Ian Kershaw sehen darin den Anfang vom Ende der Kriegsstrategie Hitlers.
Der Abwehr einer deutschen Invasion diente auch Churchills Befehl, das Gros der französischen Mittelmeerflotte zu versenken. Denn nach dem Waffenstillstand verfolgte die Regierung von Marschall Pétain in Vichy eine Politik der Kollaboration mit Deutschland: Damit drohte die Marine des bisherigen Verbündeten in Hitlers Hände zu fallen. In einer Präventivaktion, der Operation Catapult, zerstörte die Royal Navy daher am 3. Juli 1940 mehrere französische Schlachtschiffe und Zerstörer, die vor dem algerischen Hafen Mers-el-Kébir ankerten. Dabei starben 1267 französische Marinesoldaten. Das Vichy-Regime brach daraufhin die diplomatischen Beziehungen zu Großbritannien ab. Ein weiterer Grund dafür dürfte gewesen sein, dass Churchill dem Brigadegeneral und Staatssekretär im französischen Kriegsministerium Charles de Gaulle am 18. Juni 1940 ermöglicht hatte, über BBC seinen berühmt gewordenen Appell an seine Landsleute zu senden, in dem er sie zur Fortsetzung des Kampfes aufforderte. Am 8. August unterzeichneten Churchill und de Gaulle die Übereinkunft von Chequers, in der sich Großbritannien verpflichtete, die Integrität aller französischen Besitzungen sowie die „integrale Restauration und Unabhängigkeit und die Größe Frankreichs“ zu respektieren. Trotz starker persönlicher Vorbehalte gegen de Gaulle erkannte Churchill ihn als legitimen Repräsentanten des Freien Frankreich an.
Der deutsche Invasionsplan („Unternehmen Seelöwe“) wurde im Herbst 1940 immer wieder verschoben, bis er im Frühjahr 1941 schließlich aufgegeben wurde. In dieser Zeit flogen deutsche Bomber ständig Luftangriffe auf London und viele andere Städte in England, die – wie beispielsweise Coventry – schwere Zerstörungen erlitten. Vom 25. August 1940 an ging auf Befehl Churchills auch die Royal Air Force dazu über, gezielt Wohngebiete deutscher Städte zu bombardieren, nachdem bereits zuvor Luftangriffe gegen Industrieanlagen im Ruhrgebiet geflogen worden waren.

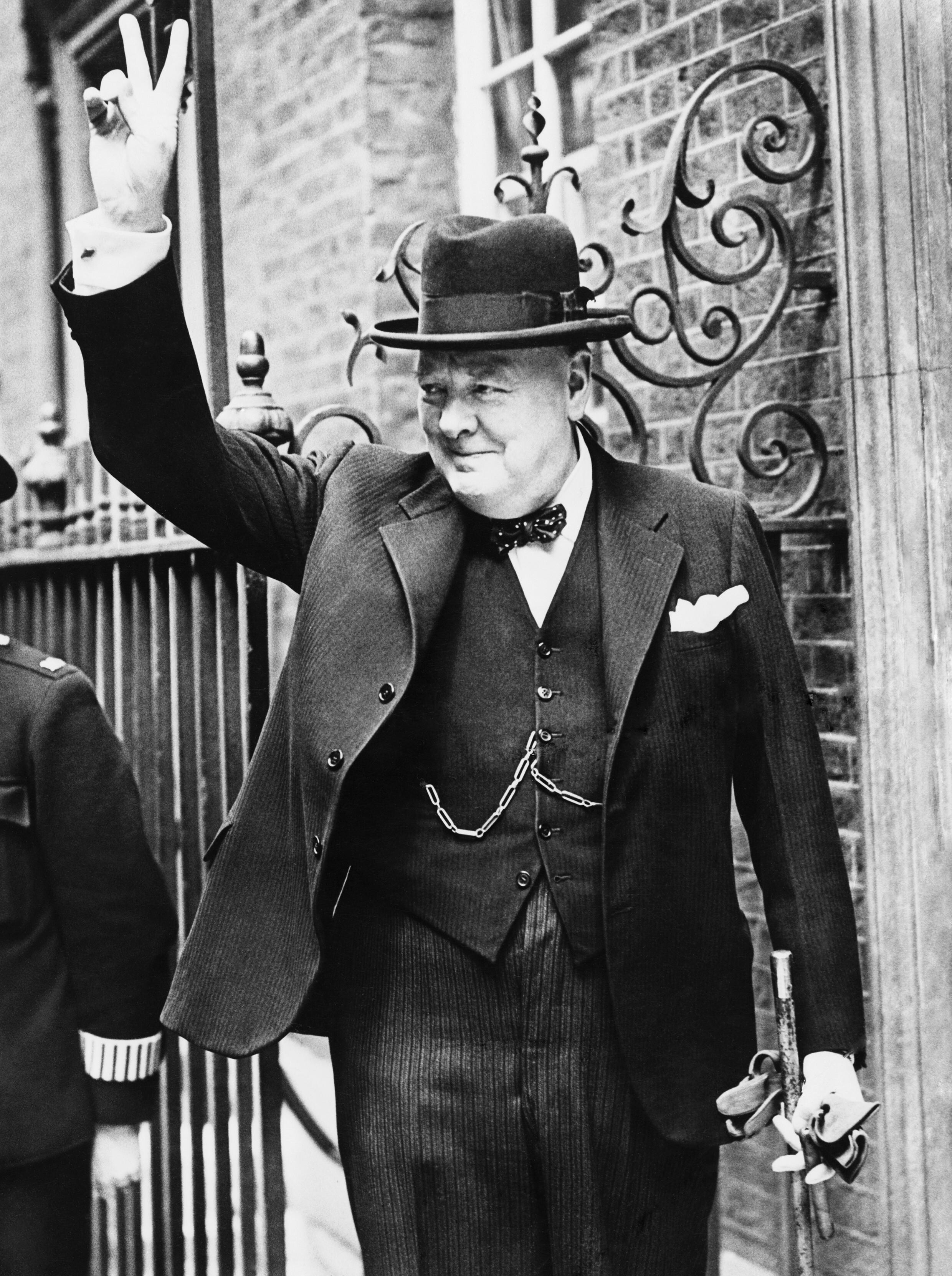
Churchill im Juni 1943. Das V-Zeichen für victory „Sieg“ wurde durch ihn populär.

Die britische Bevölkerung sah in den Aktionen der Royal Air Force damals eine legitime Antwort auf die deutsche Kriegführung, die mit den Bombardierungen Guernicas, Warschaus, Rotterdams und der südenglischen Städte erstmals in der Geschichte schwere Luftangriffe auf zivile Ziele unternommen hatte. Am 14. Februar 1942 erließ das Luftfahrtministerium die Area Bombing Directive. Sie ermächtigte Arthur Harris, den kurz zuvor ernannten neuen Oberbefehlshaber des britischen Bomber Command, zu Flächenbombardements, die die Kampfmoral des Feindes brechen sollten.
Spätestens Mitte 1944, als Briten und Amerikaner die uneingeschränkte Luftherrschaft über dem Reichsgebiet errungen hatten, erreichten diese Flächenbombardierungen eine Eigendynamik, die auch Churchill nicht mehr stoppen konnte oder wollte. Während dieser Zeit wurden zahlreiche deutsche Städte in Schutt und Asche gelegt. Erst die hohe Opferzahl der Luftangriffe auf Dresden veranlasste Churchill, die Bombardements deutscher Städte zu hinterfragen, ohne allerdings die bisher eingeschlagene Linie zu verlassen. Ganz am Ende des Kriegs distanzierte er sich von Luftmarschall Harris, der zu den Verfechtern des morale bombing gehörte und dieses stets als Auftrag seiner Regierung verstanden hatte.

#### Die Großen Drei
Solange Großbritannien im Kampf gegen das nationalsozialistische Deutschland allein stand, konnte Churchill nur dafür sorgen, dass Großbritannien den Krieg nicht verlor. Ein Sieg jedoch, das war ihm bewusst, war nur im Bündnis mit den USA möglich. Er setzte daher auf ein gutes Verhältnis zu Franklin D. Roosevelt. Der US-Präsident aber konnte es vor seiner Wiederwahl im November 1940 nicht wagen, sein Land direkt in den Krieg zu verwickeln.
Dennoch erreichte Churchill, dass Großbritannien über den Nordatlantik mit lebens- und kriegswichtigen Gütern aus den USA versorgt wurde. Das Leih- und Pachtgesetz, das Roosevelt am 11. März 1941 durch den Kongress brachte, ging auf eine direkte Initiative Churchills vom Mai 1940 zurück. Es erlaubte der US-Regierung unter anderem, Kriegsschiffe an Großbritannien auszuleihen.
Am 14. August 1941 trafen sich Roosevelt und Churchill vor Neufundland auf dem Schlachtschiff Prince of Wales. Dort unterzeichneten sie die Atlantik-Charta, die mit ihren „Acht Freiheiten“ zur Grundlage der Nachkriegsordnung und der Vereinten Nationen werden sollte.
Bis dahin hatte sich Großbritanniens Lage bereits entscheidend verbessert. Schon Hitlers Ausgreifen auf den Balkan und Nordafrika hatte die Zahl deutscher Luftangriffe auf Ziele in Großbritannien verringert. Nach dem Überfall der Wehrmacht auf die Sowjetunion am 22. Juni 1941 stand das Vereinigte Königreich nicht mehr allein im Krieg. Obwohl er Josef Stalin wegen dessen Pakt mit Hitler misstraute, bot Churchill ihm nun sofort Unterstützung an. So kam es trotz der prekären Lage, in der sich Großbritannien befand, ab Oktober 1941 zur Lieferung von britischen und US-amerikanischen Hilfsgütern an die Sowjetunion.
Am 7. Dezember 1941 erfolgte Japans Angriff auf die US-Pazifikflotte in Pearl Harbor, und am 11. Dezember erklärte auch Hitler den USA den Krieg. Damit hatte Churchill endlich den gewünschten Verbündeten an seiner Seite. Unter den „Großen Drei“ – Roosevelt, Stalin und Churchill – sollte ihm am Ende zwar nur noch die Rolle des Juniorpartners der Amerikaner bleiben. Dennoch übte er weiter großen Einfluss auf die Kriegführung aus, nun schon mit Blick auf die Zeit nach Hitlers Niederlage. Denn klarer als Roosevelt erkannte er die Gefahr, dass dem von den Nazis beherrschten ein sowjetisch dominiertes Europa folgen könnte.
Ausdruck dieser Befürchtung war Churchills Mittelmeerplan. Wie schon in der Schlacht von Gallipoli im Ersten Weltkrieg wollte er die Kriegsgegner an ihrer schwächsten Stelle im Süden – diesmal in Italien – angreifen, dann die Alpen östlich umgehen, nach Österreich und ins Zentrum Deutschlands vorstoßen und zugleich die deutschen Truppen auf dem Balkan abschneiden. Damit wollte er die Chance wahren, den Krieg noch vor dem Vorstoß der Roten Armee bis weit nach Mitteleuropa hinein zu entscheiden. Ein erster Schritt zu diesem Plan war die Operation Torch, die Landung der Briten und Amerikaner in Nordafrika am 8. November 1942.
Auf der Casablanca-Konferenz vom 14. bis 26. Januar 1943 legten Churchill und Roosevelt die gemeinsamen Kriegsziele fest. Roosevelt setzte gegen Bedenken Churchills, der dies für psychologisch unklug hielt, die Forderung nach der bedingungslosen Kapitulation Deutschlands, Italiens und Japans durch.

#### Sieg über Hitler-Deutschland

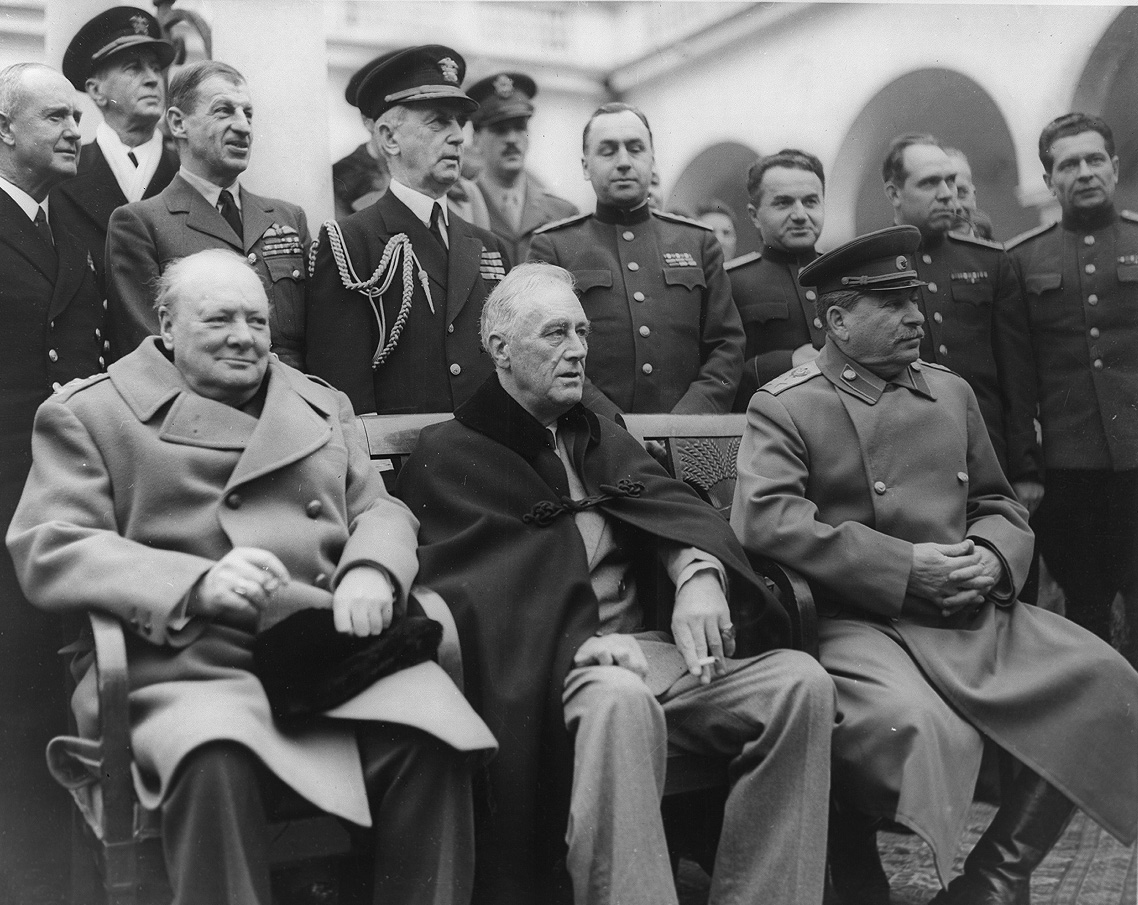
Die „Großen Drei“: Churchill, Roosevelt und Stalin auf der Konferenz von Jalta 1945

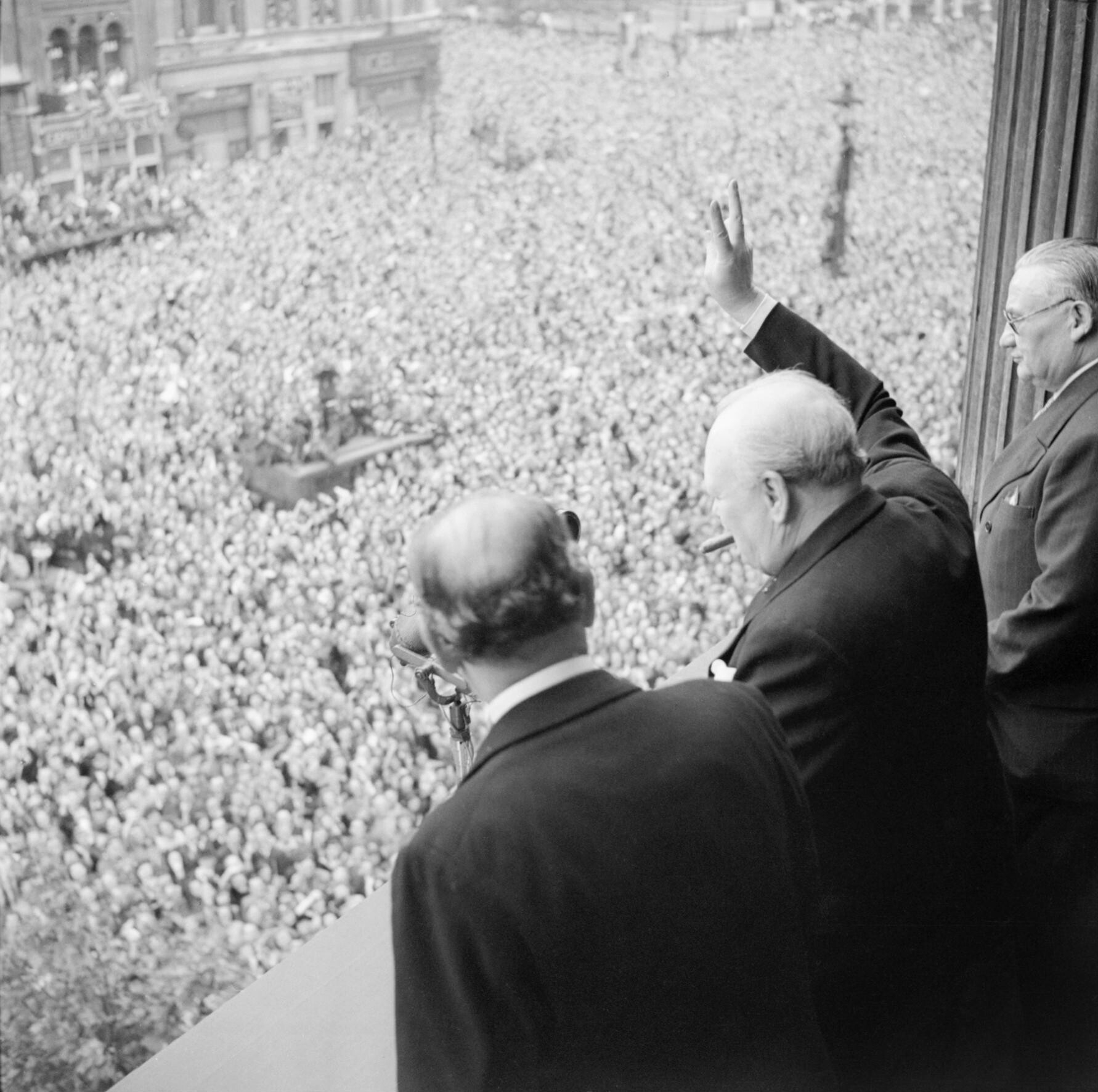
Churchill grüßt am 8. Mai 1945 mit einem Victory-Zeichen eine das Kriegsende und den Sieg über NS-Deutschland feiernde jubelnde Menge in Whitehall

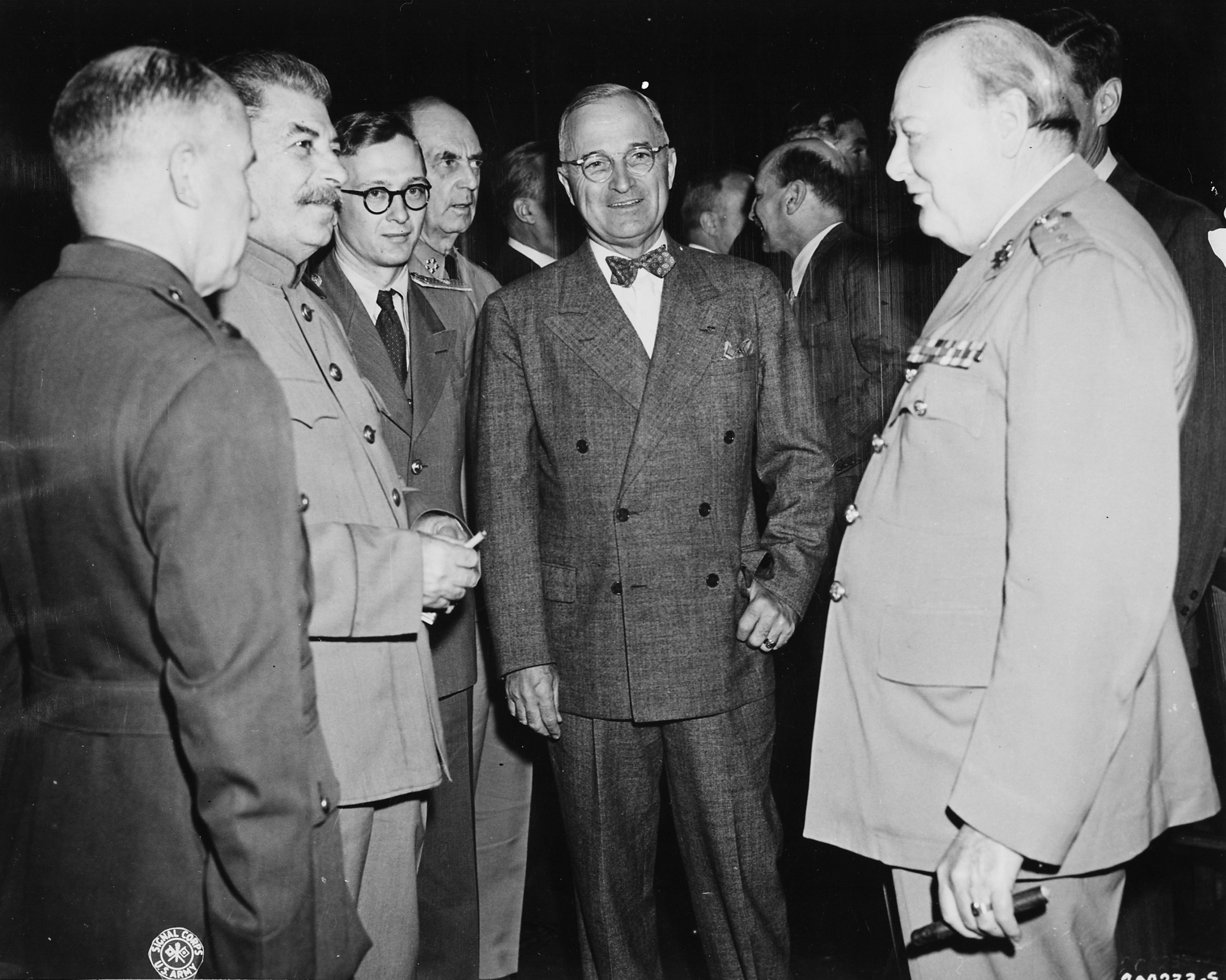
Potsdamer Konferenz: Josef Stalin, Harry S. Truman und Winston Churchill während einer Konferenzpause, Juli 1945

Am 10. Juli 1943 begann mit der Landung britischer und amerikanischer Truppen auf Sizilien der Italienfeldzug. Am 25. Juli erfolgte der Sturz Mussolinis. Doch die alliierte Invasion in Italien über die Apenninhalbinsel kam sehr viel langsamer voran, als Churchill es erhofft hatte. Auf der Teheran-Konferenz vom 28. November bis 1. Dezember 1943 trafen er und Roosevelt erstmals mit Stalin zusammen: Dieser drängte nun auf die Eröffnung einer zweiten Front in Frankreich. Dabei wurde auch die Westverschiebung Polens beschlossen: Nach dem Kriegsende sollte die Sowjetunion die schon im Hitler-Stalin-Pakt gewonnenen ostpolnischen Gebiete behalten, dafür sollte Polen mit ostdeutschen Gebieten entschädigt werden. Auf der Potsdamer Konferenz einigte man sich 1945 auf die Oder-Neiße-Linie als neue polnische Westgrenze.
Auf dem Weg zur Teheran-Konferenz hatte Churchill in Ägypten Station gemacht. Auf der Kairo-Konferenz besprach er am 1. November 1943 mit Roosevelt und Chiang Kai-shek, dem Staatschef Chinas, das weitere militärische Vorgehen gegen Japan in Ostasien. Auf der zweiten Kairoer Konferenz am 26. Dezember setzte Churchill bei Roosevelt durch, dass die Verbündeten am Prinzip „Deutschland zuerst“ festhielten. Danach sollten die Kriegsanstrengungen im Pazifik erst nach dem Kriegsende in Europa forciert werden.
Am D-Day, dem 6. Juni 1944, begann mit der Operation Neptune schließlich die von Stalin lange geforderte alliierte Landung in der Normandie unter dem Codenamen „Operation Overlord“. In Frankreich kamen die Alliierten rasch voran und befreiten bereits im August Paris. Im Oktober erreichten ihre Truppen die Reichsgrenze bei Aachen. Um die weitere Zusammenarbeit der Alliierten in Europa und im Pazifik zu besprechen, traf sich Churchill vom 11. bis 16. September 1944 mit Roosevelt im kanadischen Québec.
Mit seinem Außenminister Anthony Eden besuchte er vom 9. bis 19. Oktober 1944 Moskau. Trotz der Erfolge der britischen und amerikanischen Truppen fürchtete er weiterhin, dass die Rote Armee schneller und weiter nach Mitteleuropa vorstoßen könnte als die Westalliierten. Daher verabredete er mit Stalin eine Aufteilung Mittel-, Ost- und Südosteuropas in Interessensphären. Rumänien, Bulgarien und Ungarn wurden dem sowjetischen Einflussbereich zugeordnet, Griechenland dem britischen. In Jugoslawien wollten beide Mächte ihren Einfluss teilen.
Die Ardennenoffensive der deutschen Wehrmacht (16. Dezember 1944 bis Januar 1945) verstärkte seine Bedenken noch, so dass er auf der Konferenz von Jalta vom 4. bis 11. Februar 1945 zu weiteren Zugeständnissen an Stalin bereit war. Dort wurde nicht nur Deutschlands Aufteilung in vier Besatzungszonen beschlossen, sondern auch Europas Teilung in eine westliche und eine sowjetische Einflusssphäre, wie sie bis 1989 Bestand hatte. Churchill musste sich dabei nicht nur mit Stalin, sondern auch mit Roosevelt auseinandersetzen: Dieser war den Sowjets gegenüber sehr viel weniger misstrauisch und glaubte, sie nach dem Krieg in eine wirkliche Friedensordnung einbinden zu können.
Der Krieg ging nun rasch dem Ende zu. Im März, als die britischen Truppen am Rhein standen, stattete Churchill seinem Oberbefehlshaber, Feldmarschall Bernard Montgomery, einen Besuch ab und setzte mit ihm bei Wesel über den Strom. Am 8. Mai 1945 konnte er vor dem britischen Unterhaus die bedingungslose Kapitulation der Wehrmacht und damit den Sieg in Europa (VE-Day) bekannt geben.
Da Roosevelt am 12. April 1945 gestorben war, traf sich Churchill mit dessen Nachfolger Harry S. Truman und mit Stalin am 17. Juli auf der Potsdamer Konferenz, um über das weitere Vorgehen in Deutschland und gegen das noch kämpfende Japan zu beraten.

### Erneut in der Opposition

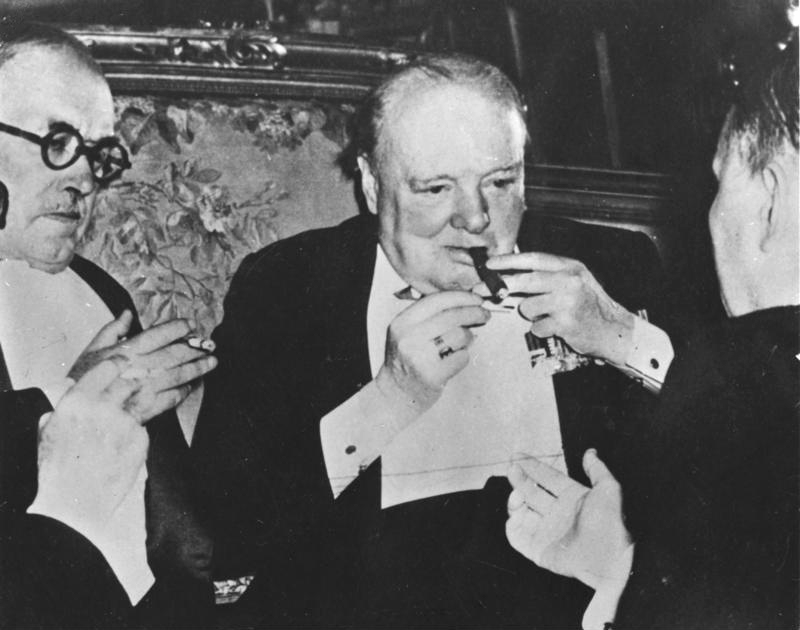
Churchill während der Potsdamer Konferenz 1945

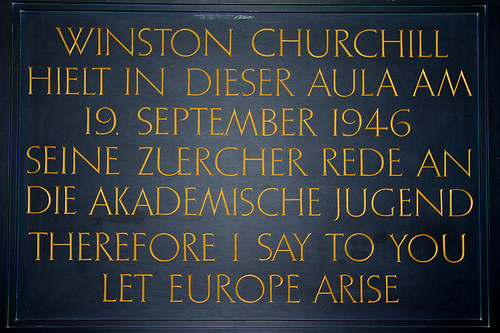
Tafel zur Erinnerung an Winston Churchills Rede in der Aula der Universität Zürich

Mitten in der Potsdamer Konferenz wurde Churchill als Premier von seinem bisherigen Stellvertreter Clement Attlee abgelöst. Die Unterhauswahl vom Juli 1945 hatte dessen Labour Party gewonnen, weil sie den Briten bessere Schulen, bessere Wohnungen und ein staatliches Gesundheitswesen versprach. Churchills Wahlkampfprogramm – die Fortsetzung des Krieges gegen Japan und die Warnung vor einer Finanz-„Gestapo“ – schien den Wählern dagegen wenig zukunftsorientiert zu sein.
Während der folgenden sechs Jahre war er Oppositionsführer im Unterhaus. Er nutzte diese Zeit auch, um als weltweit geachteter Staatsmann auf aktuelle Chancen und Gefahren aufmerksam zu machen. Als einer der ersten hatte er schon im Krieg die Folgen der Gewaltpolitik Stalins erkannt. Bereits im Mai 1945 hatte er aus Furcht vor einem weiteren Vormarsch der Roten Armee nach Westeuropa den britischen Generalstab mit der Ausarbeitung von Operation Unthinkable beauftragt, einem Geheimplan für einen Angriff auf die Sowjetunion. Aufgrund militärischer und politischer Erwägungen wurde der Plan jedoch fallengelassen. Nun, nach dem Krieg, unterstützte Churchill Präsident Trumans Eindämmungspolitik gegenüber der Sowjetunion und prägte den Begriff „Eiserner Vorhang“ (s. u.) für die Grenze zwischen Ost- und Westeuropa. Er bestärkte die USA auch darin, ihr anfängliches Monopol und ihre bis 1953 bestehende, erdrückende Überlegenheit in puncto Kernwaffen für offensive, gegen die Sowjetunion gerichtete politische Ziele zu nutzen.
Andererseits waren seine berühmten Reden vor der akademischen Jugend in Zürich 1946 und dem Europarat in Straßburg 1949 zukunftsweisend: Darin schlug er die Schaffung der „Vereinigten Staaten von Europa“ vor, deren „erster Schritt eine Partnerschaft zwischen Frankreich und Deutschland“ sein müsse. „Es kann kein Wiederaufleben Europas geben ohne ein geistig großes Frankreich und ein geistig großes Deutschland“, sagte er und sprach weiter von der Notwendigkeit, der europäischen Völkerfamilie „[…] eine Struktur zu geben, unter der sie in Frieden, Sicherheit und Freiheit leben kann. Wir müssen eine Art Vereinigte Staaten von Europa schaffen. Nur so können Hunderte Millionen von Werktätigen wieder einfache Freuden und Hoffnungen erlangen, die das Leben lebenswert machen.“
Begeistert von den Ideen des französischen Außenministers Aristide Briand, hatte er sich erstmals schon 1930 in der Saturday Evening Post zu dieser Konzeption geäußert. Jetzt sah er darin einen pragmatischen Weg, den Hass zwischen den europäischen Völkern abzubauen und den Kontinent zu befrieden. Damit verband er das Kalkül, das infolge zweier Weltkriege verringerte politische Gewicht der europäischen Staaten gegenüber den USA und der Sowjetunion zu stärken. 1948 war Churchill die bestimmende Figur des Haager Europa-Kongress, bei dem Förderer der europäischen Idee aus ganz Europa zusammenkamen. Churchills Bedeutung für die europäische Integration in dieser Frühphase ist nach Meinung des EU-Historikers Christoph Driessen kaum zu überschätzen: „Das leidenschaftliche Engagement des damals angesehensten westlichen Politikers sicherte der europäischen Bewegung in den ersten Nachkriegsjahren internationale Beachtung und Unterstützung.“  Großbritannien selbst sollte nach seiner Vorstellung jedoch nicht in die neu zu schaffenden europäischen Strukturen eingebunden sein: „Wir haben unsere eigenen Träume. Wir sind bei Europa, aber nicht von ihm. Wir sind verbunden, aber nicht eingeschlossen.“ Offenbar hoffte er, Großbritannien, das damals noch über ein ausgedehntes Kolonialreich verfügte, könne durch einen unabhängigen Kurs mit seinem atlantischen Partner USA auf Augenhöhe bleiben. Grundkonstante seiner Pläne blieb die Idee einer föderalen Union von Nationalstaaten, die in Freiheit und Wohlstand zusammenleben sollten.

### Zweite Amtszeit

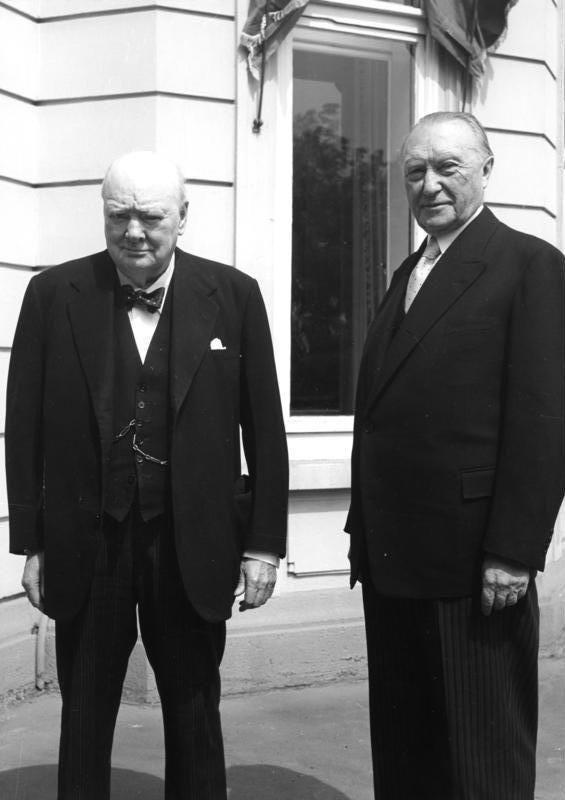
Winston Churchill trifft Konrad Adenauer am 12. Mai 1956 zu einem Gespräch im Bundeskanzleramt

Mit Churchill als Spitzenkandidat errangen die Konservativen im Oktober 1951 einen knappen Wahlsieg, weil er diesmal die Wahlkampfthemen der Labour Party übernommen und den Briten eine Fortführung des staatlichen Wohnungsbauprogramms versprochen hatte. Innenpolitisch verlief seine zweite Amtszeit in 10 Downing Street weitgehend unspektakulär. In der Außen- und Kolonialpolitik dagegen musste er mit mehreren von der Vorgängerregierung geerbten Konfliktherden zurechtkommen. Er tat dies als weiterhin überzeugter Verfechter des Britischen Empire und des Kolonialismus.
In der Abadan-Krise beispielsweise forderte und unterstützte Churchill die Maßnahmen des amerikanischen Geheimdienstes CIA, die schließlich zum Sturz des demokratisch gewählten iranischen Premierministers Mohammad Mossadegh führten. Die Krise war entstanden, als das iranische Parlament auf Betreiben Mossadeghs Anfang 1951 die Verstaatlichung der Erdölindustrie des Landes beschloss, die unter britischer Kontrolle stand.
In Malaya war bereits 1948 eine Rebellion gegen die britische Herrschaft ausgebrochen. Auch in der Kolonie Kenia schwelten Unruhen, die 1952 im Mau-Mau-Krieg mündeten. In beiden Fällen trat Churchill dafür ein, die Aufstände militärisch niederzuschlagen. Anschließend versuchte er aber, für alle Seiten politisch tragbare Lösungen zu finden. Die von ihm initiierten Friedensgespräche mit den Aufständischen in Kenia scheiterten allerdings kurz nach seinem Ausscheiden aus dem Amt. Für die malaiischen Sultanate in Malaya, dem heutigen Malaysia, und für Singapur ließ er 1953 Pläne für die Unabhängigkeit ausarbeiten, die 1957 realisiert wurden.
Nach Stalins Tod am 5. März 1953 wollte sich Churchill mit dessen Nachfolgern treffen und bot der Sowjetunion überraschend die Auflösung der Blöcke und die Schaffung eines gesamteuropäischen Sicherheitssystems an. Darüber kam es zu Differenzen mit Außenminister Eden. Er lehnte Alleingänge Churchills mit Verweis auf die Kabinettsdisziplin ab und sah weitere mögliche Gipfelkonferenzen der einstigen Alliierten kritisch. Drei Monate nach Stalin erlitt Churchill selbst zum wiederholten Mal einen Schlaganfall, der ihn für längere Zeit arbeitsunfähig machte. Er erholte sich zwar, seine Amtsführung war jedoch dauerhaft beeinträchtigt.
Im Juli 1954 kam es auf der Rückreise von einem Besuch in den USA zu einer erneuten, heftigen Konfrontation mit dem Außenminister: Eden lehnte Churchills Idee von Gesprächen mit Georgi Malenkow rundweg ab. Auch die Frage der Nachfolge Churchills stand im Raum. Als sein designierter Nachfolger, hatte Eden schon im Frühjahr 1946 erstmals versucht, Churchill einen Rücktritt als Oppositionsführer nahezulegen. Schließlich drängten seine Parteifreunde ihn 1955 zum vorzeitigen Amtsverzicht. Churchill trat am 5. April dieses Jahres zurück. Die Tory-Mehrheit im Unterhaus wählte Anthony Eden zum neuen Premierminister.

### Ehrungen und letzte Jahre

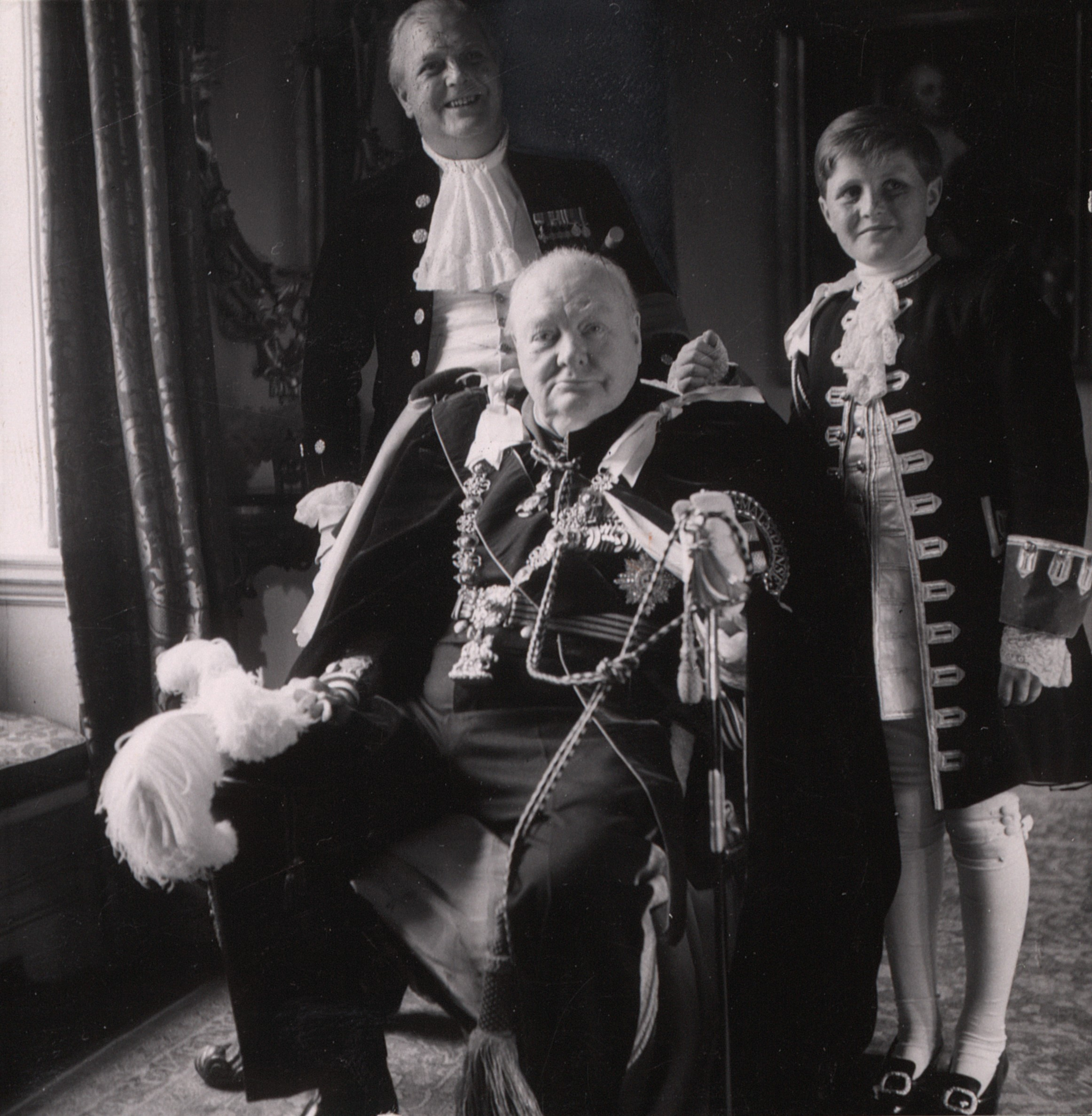
Churchill als Ritter des Hosenbandordens mit Sohn und Enkel am 2. Juni 1953, dem Krönungstag von Königin Elisabeth II.

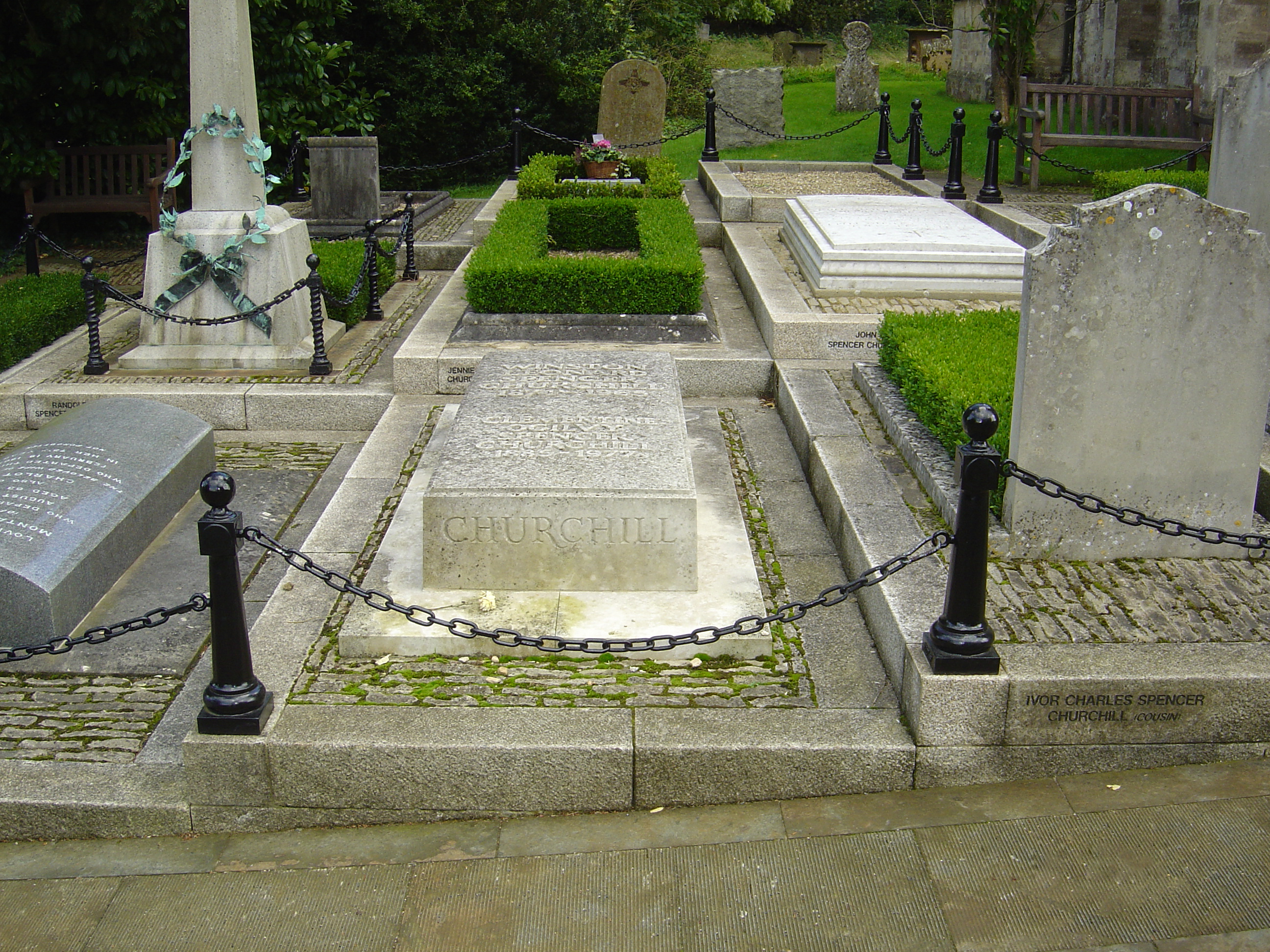
Das Grab von Winston Churchill und seiner Frau Clementine auf dem Friedhof der St Martin’s Church in Bladon

Königin Elisabeth II. schlug Winston Churchill 1953 zum Ritter des Hosenbandordens. Im gleichen Jahr wurde ihm der Nobelpreis für Literatur zugesprochen – nicht nur für seine große Marlborough-Biographie und seine Kriegserinnerungen Der Zweite Weltkrieg, sondern generell für seine „meisterhafte Kunst historischer und biographischer Darstellung sowie für seine brillante Rhetorik im Zusammenhang mit der Verteidigung nobler menschlicher Werte“. Da er nach dem Schlaganfall noch bettlägerig war, nahm seine Frau Clementine den Preis stellvertretend für ihn entgegen.
Eine weitere, besondere Ehrung hatte die Königin Churchill nach seinem Amtsverzicht zugedacht. Sie bot ihm 1955 den neu zu schaffenden Titel eines Duke of London und damit die erbliche Peerswürde an. Dies schlug Churchill aus, um weiterhin Mitglied des Unterhauses bleiben zu können und um seinem Sohn Randolph eine politische Karriere dort zu ermöglichen. Denn nach damaliger Gesetzeslage hätte Randolph Churchill nach dem Tod seines Vaters den Herzogstitel geerbt und dann seinerseits ins Oberhaus wechseln müssen. Die zuvor akzeptierte Aufnahme in den Hosenbandorden war dagegen nur mit dem persönlichen Adelsstand verbunden, der einer weiteren Mitgliedschaft im Unterhaus nicht im Wege stand. So kandidierte Sir Winston, wie er sich seit 1953 nennen durfte, 1955 und 1959 zwei weitere Male erfolgreich für das Unterhaus. Als Redner trat er dort in den letzten Jahren nicht mehr in Erscheinung. Insgesamt hat er dem Parlament über mehr als 60 Jahre angehört.
Churchill lebte nach seinem Rücktritt zurückgezogen. Im Juli 1959 machte er mit dem Reeder Aristoteles Onassis und Maria Callas eine Mittelmeerkreuzfahrt auf dessen Jacht Christina. Er erlitt weitere Schlaganfälle und 1962, im Alter von 88 Jahren, einen Oberschenkelhalsbruch. Danach verfiel er zusehends. Nach langer Krankheit starb er in seinem 91. Lebensjahr, am 24. Januar 1965, auf den Tag genau 70 Jahre nach seinem Vater. Er wurde drei Tage lang in der Westminster Hall aufgebahrt und anschließend mit einem Staatsakt in der St Paul’s Cathedral geehrt, an dem 112 Staatsoberhäupter teilnahmen. Beigesetzt wurde Churchill in der Grabstätte seiner Familie auf dem Saint Martin’s Churchyard in Bladon, Oxfordshire, in der Nähe seines Geburtsorts Woodstock. Der 50. Jahrestag der Bestattung wurde 2015 als offizieller Gedenktag mit Gottesdiensten begangen.

## Persönlichkeit
Churchill bewunderte Männer wie Napoleon und seinen eigenen Ahnherren Marlborough und war nach Meinung mehrerer Biographen von Jugend an überzeugt, ebenfalls zu Großem berufen zu sein. Laut Andrew Roberts verlieh ihm die aristokratische Herkunft ein enormes Selbstbewusstsein. So habe er mit 16 gegenüber einem Freund geäußert, er werde Großbritannien einmal vor einer feindlichen Invasion bewahren. Wie Roy Jenkins schreibt, sah er sich als ein vom Schicksal Auserwählter an. So sagte Churchill zu seiner späteren Vertrauten Violet Bonham Carter schon bei der ersten Begegnung im Jahr 1906: „Wir sind alle nur Würmer. Aber ich glaube, ein Glühwurm zu sein.“ Sebastian Haffner schrieb in seiner 1967 erschienenen Churchill-Biographie, Churchill sei schicksalsgläubig gewesen. Peter de Mendelssohn urteilte über Churchill und David Lloyd George: „Die Britische Politik hat die beiden fundamentalen Triebkräfte, die einen Mann unaufhaltsam auf die höchste Stelle in Staat und Gemeinschaft, auf Machtbefugnis, Autorität und Verantwortung drängen, nie deutlicher herausgestellt als in diesen beiden Männern. Lloyd George sah eine Aufgabe und erwartete von sich, daß er für die Bewältigung groß genug sein werde. Churchill sah sich selbst und erwartete von der Aufgabe, daß sie für ihn groß genug sein werde.“
Robert Rhodes James schrieb 1970, Churchill sei unfähig zu Intrigen gewesen, erfrischend unschuldig und aufrichtig. Der vielfach kolportierten Behauptung, Churchill sei Alkoholiker gewesen, widerspricht sein Biograph Roy Jenkins. Churchill konsumierte zeitlebens Tabak und Alkohol, war aber nie abhängig davon. Er litt periodisch an Depressionen, die im Alter zunahmen.

## Churchill als Publizist

### Karriere als Schriftsteller

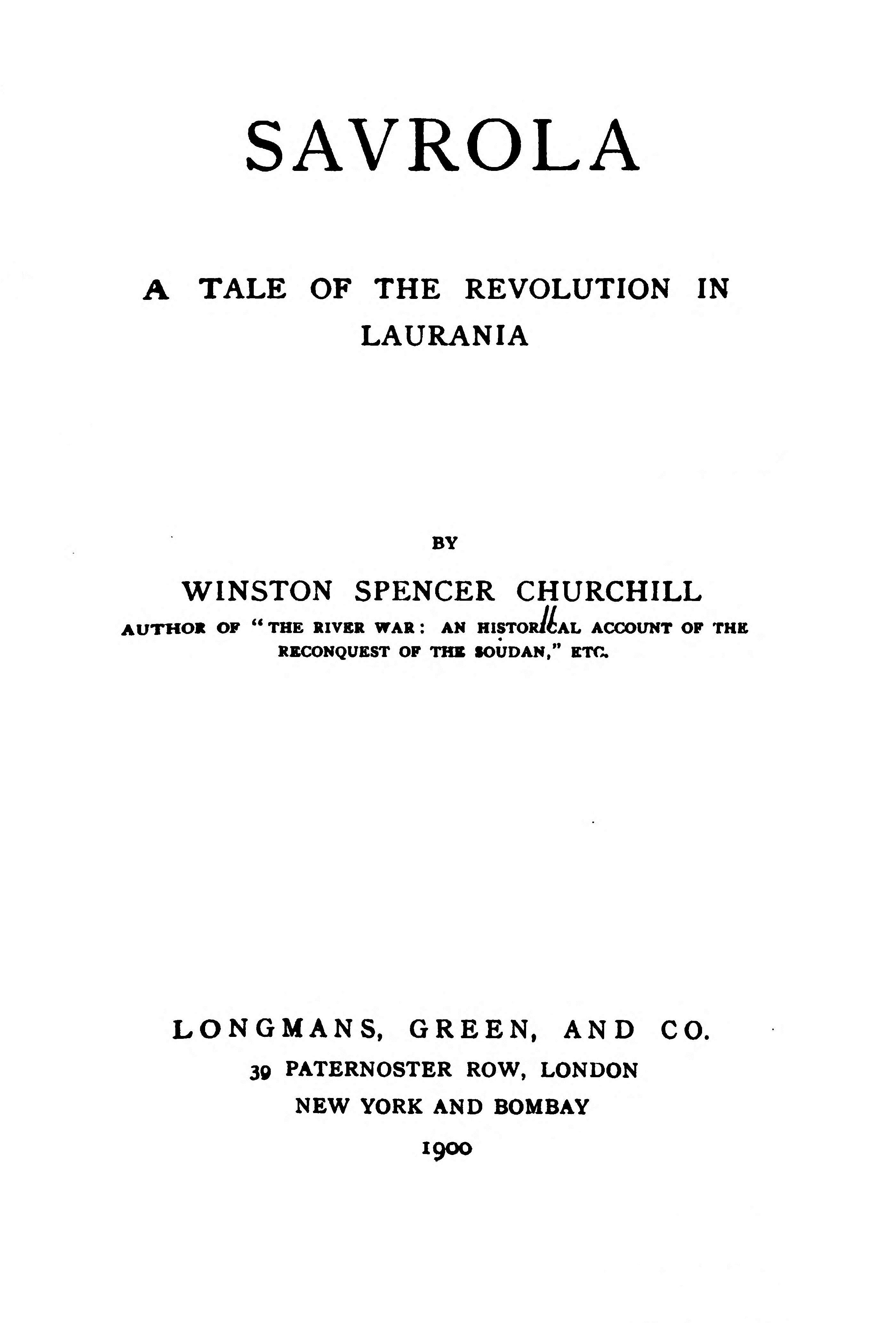
Die Titelseite des Romans Savrola

Bereits als junger Leutnant bei den 4th Queen’s Own Hussars besserte Churchill sein Gehalt dadurch auf, dass er Kriegsberichte in verschiedenen britischen Blättern veröffentlichte. Während seiner gesamten militärischen und politischen Laufbahn blieb die publizistische Tätigkeit seine wichtigste Einnahmequelle. Im Laufe seines Lebens veröffentlichte er mehr als 40 Bücher und Tausende von Zeitungsartikeln.
Churchills erstes Buch, The Story of the Malakand Field Force, erschien 1898 und bestand aus einer Sammlung von Kriegsberichten.
1899 veröffentlichte er sein erstes als Monographie konzipiertes Werk, The River War, das die Niederschlagung des Mahdi-Aufstands zum Thema hat. Zur Entspannung schrieb Churchill seinen einzigen Roman: Savrola erschien im Jahr 1900 und schildert die blutige Revolution in einer fiktiven europäischen Militärdiktatur. 1906 folgte die zweibändige Biographie seines Vaters. Ab 1923 publizierte er The World Crisis, eine mehrbändige Geschichte des Ersten Weltkrieges.
Nach seinem vorläufigen Karriereende 1929 intensivierte Churchill seine schriftstellerische Tätigkeit. Im Jahr 1930 erschien My Early Life, in dem er seine Jugend und frühen Jahre schilderte. Es ist sein persönlichstes Werk und wird vielfach als sein bestes angesehen. Von 1933 bis 1938 widmete er sich der Veröffentlichung einer großen, vierbändigen Biographie seines Ahnherren Marlborough. Dazwischen brachte er Great Contemporaries heraus, eine Essaysammlung mit Porträts bedeutender Zeitgenossen wie John Morley, H. H. Asquith, George Nathaniel Curzon, Arthur Balfour sowie des Earl of Rosebery. Nach dem Zweiten Weltkrieg brachte er seine sechsbändige Geschichte The Second World War heraus, für die er 1953 mit dem Nobelpreis geehrt wurde. Von 1956 bis 1958 folgte sein letztes Hauptwerk: A History of the English-Speaking Peoples, eine Geschichte der englischsprachigen Völker, mit der er bereits 1937 begonnen hatte, zeigte nach Sebastian Haffner jedoch seine Grenzen als Historiker auf.

### Churchills Einfluss auf die Geschichtsschreibung
Churchill übte als Autor enormen Einfluss auf die Geschichtsschreibung und auf die gängige mehrheitliche Sicht aus, sowohl was den Ersten Weltkrieg als auch was die 1930er Jahre betraf. Mehrere Publikationen der 1920er Jahre machten der breiten Öffentlichkeit erstmals die Realität des Stellungskriegs von 1914 bis 1918 bewusst. David Lloyd George mit seinen Kriegserinnerungen und Churchill mit The World Crisis prägten damals maßgeblich die kritische Sichtweise der britischen Öffentlichkeit auf das Geschehen an der Westfront. Beide urteilten äußerst negativ über die Strategie immer neuer Massenschlachten an dieser Front. Sie setzten damit einen grundlegenden Disput aus den Kriegsjahren fort, als sich in der britische Kriegspolitik „Westerners“ und „Easterners“ gegenüberstanden. Erstere hatten auf einen entscheidenden Sieg gegen das deutsche Heer an der Westfront gesetzt. Die Letzteren, zu denen Lloyd George und Churchill gehörten, wollten zunächst die Verbündeten Deutschlands ausschalten und richteten deshalb ihr Hauptaugenmerk auf die anderen, vor allem östlichen Kriegsschauplätze. Beide prägten mit ihren Publikationen erfolgreich das gängige Geschichtsbild. Churchill versuchte damit auch, seine Initiative für die gescheiterte Dardanellenoffensive nachträglich zu rechtfertigen.
Ähnliches gelang Churchill auch nach dem Zweiten Weltkrieg, als er die allgemeine Sichtweise auf die britische Politik der 1930er Jahre nachhaltig beeinflusste. Vor allem attackierte er Stanley Baldwin, dem er eine Mitschuld an der Krise dieser Jahre und am Ausbruch des Krieges gab. Im 1948 veröffentlichten ersten Band seiner Darstellung über den Zweiten Weltkrieg führte Churchill aus, dass Baldwin als Kopf „der katastrophalsten Administration der britischen Geschichte“ in den 1930ern konstant die eigene Partei über das Interesse des Landes gestellt habe. Mit einem selektiven Zitat des ehemaligen Premiers aus einer Unterhausdebatte im Jahr 1933 versuchte er zu beweisen, dass Baldwin anstatt die Bedrohung durch Nazi-Deutschland klar anzusprechen, sich Hitler entgegenzustellen und Großbritannien entschieden aufzurüsten, die Außenpolitik habe treiben lassen. Er habe nur das Abschneiden der Konservativen bei der jeweils nächsten Wahl im Blick gehabt. Churchill konzentrierte sich so sehr auf die Person Baldwins, dass er äußere Umstände weitgehend außer Betracht ließ, etwa Frankreichs schnellen Zusammenbruch im Juni 1940. Kernargument seiner Kritik war seine These, dass der Weltkrieg noch bis 1936 hätte verhindert werden können, wenn Baldwin damals zumindest die Parität der Luftstreitkräfte beibehalten hätte. Das Buch des zum Kriegshelden avancierten Churchill hatte eine enorme Wirkung. Baldwins Ruf, der 1937 noch der meistgeachtete Politiker des Landes gewesen war, wurde viele Jahre lang geschädigt.

## Churchill im Urteil von Zeitgenossen und Nachwelt

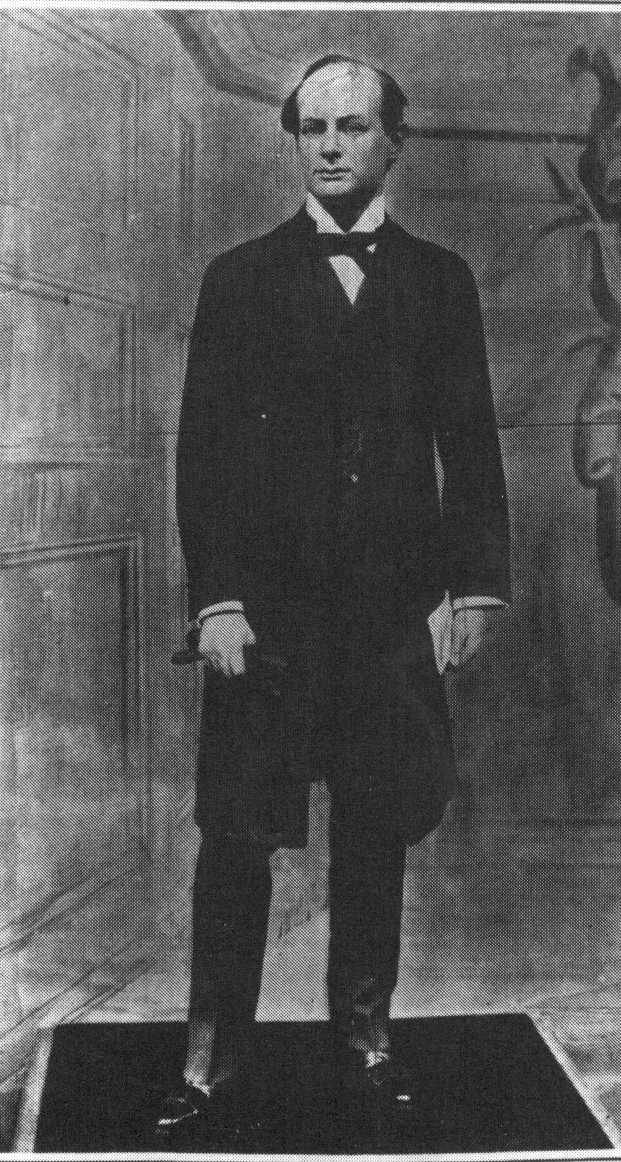
Früher Ruhm: Schon 1908 wurde Churchill als Wachsfigur ins Londoner Kabinett von Madame Tussauds aufgenommen

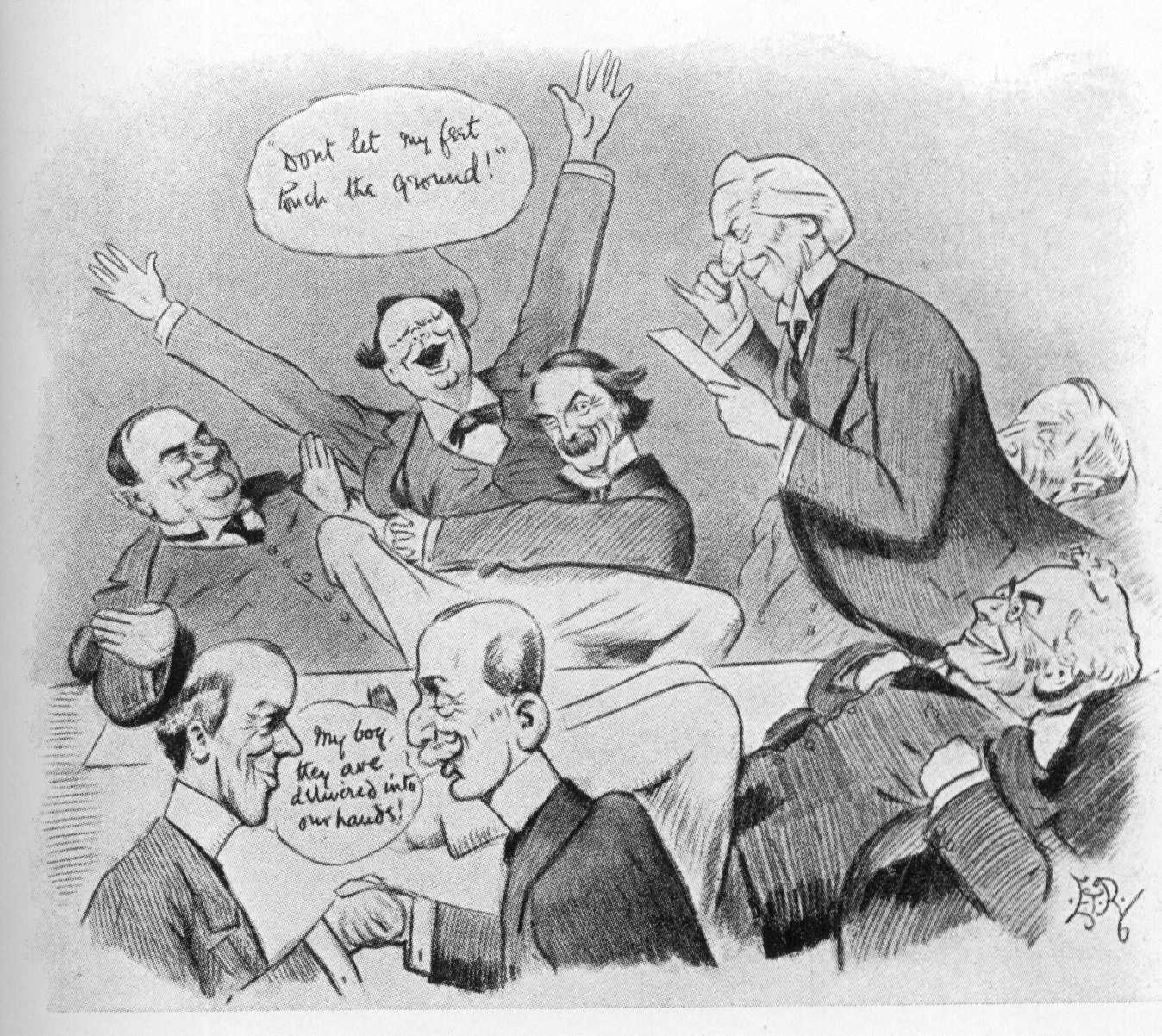
Eine Karikatur von Edward Tennyson Reed, erstmals veröffentlicht 1909 im Punch.
Sie stellt Churchill (hi., 2. v. li.) als „Luftikus“ unter den Kabinettsmitgliedern der Regierung Asquith dar und stützt das Urteil „brillant, aber unsolide“, das über den Churchill der Vorkriegszeit weit verbreitet war.

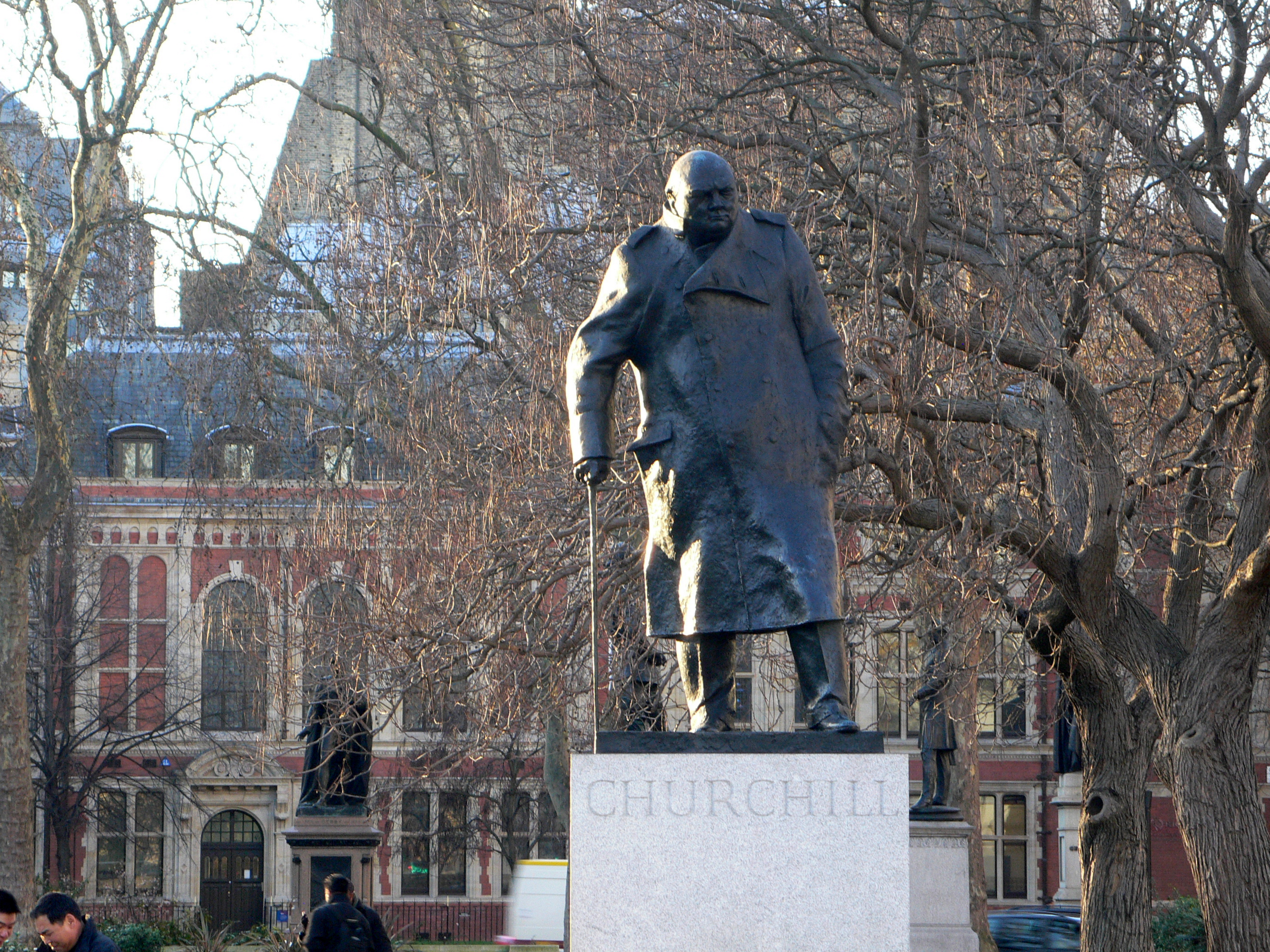
Nach dem Zweiten Weltkrieg: Der Nationalheld. Churchill-Denkmal in London

Hitler wollte in seinem Gegenspieler nur „diesen Schwätzer und Trunkenbold Churchill“ sehen, der ihn daran gehindert habe, „große Werke des Friedens“ zu vollbringen. Ein 1993 in Oxford erschienenes Werk mit Beiträgen von 29 Historikern und Politikern würdigt Churchill dagegen als „vielleicht die größte Gestalt im 20. Jahrhundert“.
Seine schillernde Persönlichkeit irritierte bereits seine Zeitgenossen und entzieht sich jeder eindimensionalen Beurteilung. Churchill verkörperte in seinem politischen Dasein den radikalen Sozialreformer, aber auch den reaktionären Imperialisten. Einerseits war er der viel beschworene Krieger, der mit seiner Härte und Skrupellosigkeit eher ins 18. Jahrhundert Marlboroughs zu passen schien, andererseits der Politiker, der half, die UN und die Europäische Union mitzubegründen, und mit seiner Idee der „Vereinigten Staaten von Europa“ den Weg ins 21. Jahrhundert wies.
Keiner Partei, schon gar keiner Parteidoktrin verpflichtet, wechselte er die politischen Lager, wann immer es ihm nötig und opportun erschien. Er war daher als unzuverlässig verschrien und wurde wegen seiner Ideen sogar von Freunden gefürchtet. Lloyd George beschrieb Churchills Verstand als eine „mächtige Maschine, doch […] wenn der Mechanismus versagte oder falsch lief, waren die Folgen verheerend“.
In der britischen Öffentlichkeit galt Churchill laut Sebastian Haffner noch bis zum Zweiten Weltkrieg als „brillant, aber unsolide“. Seine Zeitgenossen sahen es als unseriös und gefährlich an, dass Churchill eine Neigung dazu hatte, sich persönlich in riskante Situationen zu begeben, wie bei der Belagerung der Sidney Street 1911 oder bei der Antwerpen-Expedition 1914. Weit ausgreifende aber letztlich gescheiterte Vorhaben Churchills – wie der Dardanellen-Plan und die Intervention im nachrevolutionären Russland – schienen ihr Urteil zu bestätigen. Der Schriftsteller H. G. Wells sprach für viele, als er den frühen Churchill mit einem „schwer zu behandelnden kleinen Jungen“ verglich, „der es verdient, übers Knie gelegt zu werden“. Wells dürfte der britischen Mehrheitsmeinung aber auch Jahrzehnte später Ausdruck verliehen haben, als er kurz vor dem Zweiten Weltkrieg seine Ansichten zu Churchill revidierte: „Ich wage zu behaupten, dass wir zu Churchill halten werden, der so viele Fehler gemacht hat, dass er keine weiteren mehr machen kann, und der immerhin ziemlich gerissen ist.“ Ganz ähnlich wandelte sich das Churchill-Bild im Werk des Karikaturisten David Low: Verspottete er Churchill bis in die 1930er Jahre noch als „Reaktionär“ und „politischen Abenteurer“, so solidarisierte er sich ab Mai 1940 mit dem gerade ernannten Kriegspremier in dem Cartoon All Behind You Winston. Nach dem Sieg über Hitler 1945 zollte Low seinem einstigen Lieblingsfeind in der Karikatur The Two Churchills als „leader of humanity“ seinen Respekt. Churchill machte es Kritikern insofern leicht, als er höchst eitel sein konnte, stets auf seine Wirkung und den großen Auftritt bedacht. Aber er war auch fähig, eine große Rolle auszufüllen. So meinte General de Gaulle, der nicht zu seinen besten Freunden gehörte: „Churchill erschien mir (im Juni 1940) als ein Mann, der der gröbsten Arbeit gewachsen war – vorausgesetzt, sie war gleichzeitig grandios.“
In seiner Außenpolitik ließ Churchill sich, wie er selbst es formulierte, von dem Prinzip der „Weltverantwortlichkeit“ leiten. Aufgrund der Erfahrung des Ersten Weltkriegs sah er die westlichen Demokratien – vor allem Großbritannien und die USA – in der Pflicht, eine ähnliche Katastrophe in Zukunft zu verhindern. Als Hauptgegner des Weltfriedens sah er nach 1918 zunächst die Sowjetunion, seit Mitte der 1930er Jahre aber in zunehmendem und wegen seiner expansiven Politik gefährlicherem Maße Deutschland. Er bekämpfte die Appeasement-Politik seines Vorgängers Chamberlain, weil sie den Krieg, den sie vermeiden sollte, in seinen Augen nur umso wahrscheinlicher machte. Um das nationalsozialistische Deutschland zu schlagen, schreckte er auch nicht vor dem kriegsbedingten Bündnis mit Stalin zurück, das aus seiner Sicht das kleinere von zwei Übeln darstellte. Aber er betrachtete seine Arbeit 1945 erst als halb getan und gehörte zu den ersten, die eine Eindämmung der sowjetischen Expansionspolitik forderten.
Der britische Luftkrieg gegen deutsche Städte und die Zivilbevölkerung wird Churchill bis heute zum Vorwurf gemacht. Der deutsche Publizist Jörg Friedrich bezeichnete ihn deshalb als Massenmörder. Er kritisiert, dass im Rahmen des sogenannten morale bombing gezielt Wohngebiete angegriffen wurden, auch noch gegen Kriegsende, als dies keine militärische Bedeutung mehr gehabt habe. Der Historiker Frederick Taylor betont dagegen, dass Großbritannien nach dem Rückzug seiner Landstreitkräfte vom Kontinent Deutschland nur noch mit Hilfe der Royal Air Force angreifen konnte. Punktgenaue Angriffe auf rein militärische und industrielle Ziele seien zumindest in der Anfangsphase – zumal bei Nachtangriffen – technisch nicht möglich gewesen.
Worum man überhaupt kämpfe, wurde Churchill während des Zweiten Weltkrieges gefragt. Seine Antwort: „Wenn wir aufhörten zu kämpfen, würdet ihr es bald herausfinden.“ Kurz und bündig befand Willy Bretscher, Chefredakteur der Neuen Zürcher Zeitung: „Churchill rettete im Sommer 1940 Europa.“ Churchills Landsmann Alan Moorehead meinte, dass man Churchill aufgrund dieser Leistung als den „größten Briten seit Wellington“ ansehen müsse. Diesen Standpunkt teilen heute britische wie deutsche Historiker und Biographen. Trotz der Toten des Bombenkriegs, für den der Premier mit verantwortlich war, sind laut Christian Graf von Krockow „dank Churchills Unbeugsamkeit Abermillionen von Menschen gerettet worden“. Arnold J. Toynbee urteilte Jahre nach dem Krieg: „Ohne Churchill läge die Welt heute in Ketten.“ Sein schwedischer Biograph Knut Hagberg äußerte sich bereits 1945 ähnlich: „Wenn es Winston Churchill nicht gelungen wäre, England zum Kampfe zu wecken, dann würde es bald kein freies Land mehr in Europa gegeben haben.“ Und Peter de Mendelssohn schrieb: „Andere mochten und mussten die Zukunft bewältigen. Er hatte bewirkt, dass es überhaupt eine Gegenwart gab.“
Aus diesen und vielen ähnlichen Äußerungen seiner Zeitgenossen geht hervor, was auch nach heutigem Forschungsstand als Churchills historische Lebensleistung gilt: dass er Hitlers Sieg verhindert hat. Er überzeugte die Briten in der scheinbar aussichtslosen Lage des Sommers 1940 davon, den Krieg noch nicht verloren zu geben, stärkte ihren Durchhaltewillen und legte die Grundlagen für die kommende Anti-Hitler-Koalition mit den USA und der Sowjetunion. Aus diesen Gründen sehen auch viele deutsche Churchill-Biographen wie Hans-Peter Schwarz, Christian Graf von Krockow und Sebastian Haffner in Churchill, nicht in Roosevelt oder Stalin, den entscheidenden Gegenspieler Hitlers. John Lukacs drückte es so aus: „Churchill und Großbritannien hätten den Zweiten Weltkrieg nicht gewinnen können, das taten am Ende Amerika und Russland. Im Mai 1940 war Churchill aber derjenige, der ihn nicht verlor.“
Als Winston Churchill geboren wurde, stand das Britische Empire in seinem Zenit. Als er starb, war Großbritannien zu einer Macht zweiten Ranges geworden. Er selbst mag dies als Scheitern und als Tragödie empfunden haben. Aber: „Merkmal der Größe kann nicht nur sein, was einer hienieden an Bedeutendem schafft“, schrieb sein Biograph Peter de Mendelssohn. „Vielmehr vermag echte Größe auch dem Weitblick, der Entschlossenheit und der unerschütterlichen Tatkraft innezuwohnen, mit denen einer sich der verderblichen Schöpfung in den Weg stellt und die Kräfte aufzurufen, zu versammeln und zu äußerster Leistung anzuspornen vermag, die dem Unheil die Straße versperren. Ein solcher war Winston Churchill.“

## Auszeichnungen, Ehrungen, Mitgliedschaften

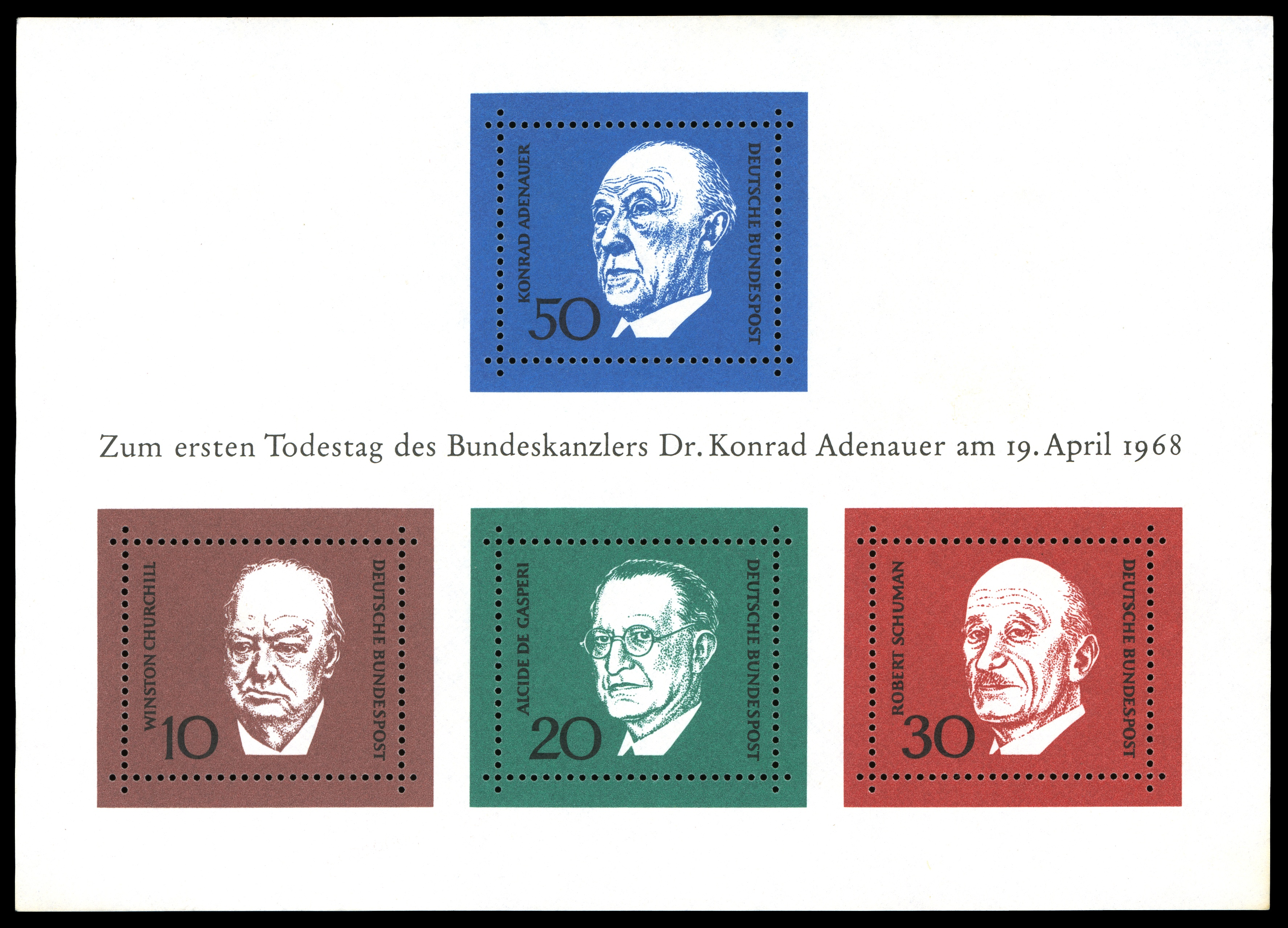
Briefmarkenblock der Deutschen Bundespost von 1968 mit einem Porträt Churchills

- 1901 wurde Winston Churchill in die Londoner Freimaurerloge „United Studholme Lodge No. 1591“ aufgenommen und 1902 in der „Rosemary Lodge No. 2851“ zum Meister erhoben.[113] Nach Angaben des Großsekretärs der Großloge von England, Sir Sidney White, war er jedoch ein eher passives Mitglied, das viele Jahre lang nicht an den Logensitzungen teilnahm. 1908 trat er der Albion Lodge des Ancient Order of Druids bei.
- Darüber hinaus war Churchill Mitglied in mehreren renommierten Gentlemen’s Clubs: als Liberaler im Reform Club, als Konservativer seit 1924 im Carlton und im Athenaeum Club.
- Seit 1922 war Churchill Träger des Order of the Companions of Honour.
- 1924 erhielt er die Territorial Decoration.
- 1936 wurde er Präsident der British Section of the New Commonwealth Society.
- Der ab 1940 gebaute schwere Sturmpanzer Churchill wurde nach ihm benannt.
- 1941 erhielt Churchill den Ehrentitel eines Lord Warden of the Cinque Ports und wurde als Fellow in die Royal Society aufgenommen.
- 1945 wurde er assoziiertes Mitglied der Académie royale des Sciences, des Lettres et des Beaux-Arts de Belgique.[114]
- 1946 erhielt Churchill den Order of Merit und wurde in den USA in die American Academy of Arts and Sciences gewählt.[115]
- 1950 verlieh ihm die Universität Kopenhagen den Sonderpreis des Sonning-Preises.
- 1951 wurde er gewähltes Mitglied der American Philosophical Society.[116]
- 1952 wurde er Ehrenmitglied (Honorary Fellow) der British Academy.[117]
- 1953 wurde Churchill in den Hosenbandorden aufgenommen.
- 1953 erhielt er den Nobelpreis für Literatur
- 1956 verlieh ihm die Stadt Aachen den Karlspreis für 1955 als „Hüter menschlicher Freiheit – Mahner der europäischen Jugend“.
- 1958 erhielt das Churchill College, Cambridge, seinen Namen.
- 1963 wurde Churchill zum ersten Ehrenbürger der USA ernannt.
- 1965 erhielten die kanadischen Churchill Falls seinen Namen.
- 1965 wurde in Großbritannien eine Gedenkmünze im Nennwert von einer Crown mit seinem Porträt ausgegeben.
- 1965 benannte das Advisory Committee on Antarctic Names die Churchill Mountains nach ihm.
- 1968–1970 ließ die Royal Navy drei atombetriebene Jagd-U-Boote der Churchill-Klasse vom Stapel.
- 1969 erhielt er postum die Congressional Gold Medal der Vereinigten Staaten.
- 1973 wurde am Londoner Parliament Square, vor dem Unterhaus, eine Bronzestatue Churchills errichtet.
- 2001 stellte die United States Navy die Winston S. Churchill in Dienst, das einzige aktive Kriegsschiff (Stand 2019), das den Namen eines ausländischen Staatsbürgers trägt, und erst das vierte in der Geschichte der USA, das nach einem Briten benannt wurde.
- 2002 wurde Churchill in einer telefonischen Abstimmung der BBC zum bedeutendsten Briten aller Zeiten gewählt. Die Abstimmung war zwar nicht repräsentativ, jedoch hatten sich 450.000 Bewohner des Vereinigten Königreiches daran beteiligt.
- Seit 2003 wird der Churchill Cup, ein Rugbyturnier, ausgetragen.

## Filme
Churchills Leben ist Gegenstand Hunderter von TV-Dokumentationen sowie Fernseh- und Kinofilmen. Dazu gehören etwa:
- Stunden des Ruhms – Winston Churchills Leben und Werk von Peter Baylis (1964); für den Oscar nominierter Dokumentarfilm
- Der junge Löwe von Richard Attenborough (1972); Kinofilm mit Simon Ward über Churchills Anfänge als Politiker
- Ein Sturm zieht auf (Churchill – The Gathering Storm) von Richard Loncraine (2002); amerikanischer mehrfach prämierter, dokumentarischer Fernsehfilm mit Albert Finney und Vanessa Redgrave über Churchills Jahre vor dem Zweiten Weltkrieg
- Winston Churchill: The Wilderness Years von Ferdinand Fairfax (2005); Fernsehserie
- Inglourious Basterds von Quentin Tarantino (2009); Kinofilm mit Rod Taylor als Churchill
- Paradox – Die Parallelwelt von Brenton Spencer (2010); Kinofilm mit Alan C. Peterson als Churchill
- The King’s Speech von Tom Hooper (2010); Kinofilm mit Timothy Spall als Churchill
- The Crown (2016); Netflix-Serie mit John Lithgow als Churchill
- Peaky Blinders – Gangs of Birmingham; BBC-Serie mit Andy Nyman als Churchill
- Churchill von Jonathan Teplitzky (2017); Kinofilm mit Brian Cox als Churchill
- Die dunkelste Stunde von Joe Wright (2017); Kinofilm mit Gary Oldman als Churchill über dessen Rolle zu Beginn des Zweiten Weltkriegs
- einzelne Folgen der britischen Fernsehserie Doctor Who

## Schriften
- The Story of the Malakand Field Force. An episode of frontier war. Longmans Green, London 1898.
- The River War. An historical account of the reconquest of the Soudan. 2 Bände. Longmans Green, London 1899 (Project Gutenberg).
  - Deutsch: Kreuzzug gegen das Reich des Mahdi. Eichborn Verlag, Frankfurt 2008, Reihe Die Andere Bibliothek, ISBN 978-3-8218-4765-8.
- Savrola. A tale of the revolution in Laurania. New Longmans Green, York 1900.
  - Deutsch: Savrola. Die Revolution in Laurania. Roman. Übersetzt von Carl Bach. Hallwag, Bern 1948.
- From London to Ladysmith via Pretoria. Longmans Green, London 1900.
- Ian Hamiltons’s March. London 1900.
- Mr. Brodrick’s army. Humphreys, London 1903.
- Lord Randolph Churchill. 2 Bände. Macmillan, London 1906.
- My African Journey. Hodder and Stoughton, London 1908.
- Liberalism and the social problem. Hodder and Stoughton, London 1909.
- The World Crisis. 5 Bände. Butterworth, London 1923–1931. Gekürzte Ausgabe: The world crisis 1911–1918. Abridged and revised with additional chapter on the Battle of The Marne. Butterworth, London 1931.
  - Deutsch: Die Weltkrise 1911–1918. Gekürzte und neu durchgesehene Ausgabe in 2 Bänden. Übersetzt von Franz Fein. Amstutz & Herdeg, Zürich 1946.
- My Early Life. A roving commission Butterworth, London 1930.
  - Deutsch: Meine frühen Jahre. Weltabenteuer im Dienst. Übersetzt von Dagobert von Mikusch. Rowohlt, Hamburg 1951 (rororo. 36).
  - Neu überarbeitet und kommentiert von Heiko Arntz: Meine frühen Jahre. Übertragen Dagobert von Mikusch. Zürich, Gatsby, 2023.
- Parliamentary government and the economic problem. Clarendon Press, Oxford 1930.
- Thoughts and adventures. Butterworth, London 1932.
  - Deutsch: Gedanken und Abenteuer. Übersetzt von Hendrik Guelder. 3. Aufl. Amstutz & Herdeg, Zürich 1945.
- Marlborough. His Life and Times. 4 Bände.  Harrap, London 1933–1938.
  - Deutsch: Marlborough. 2 Bände. Manesse, Zürich 1990 (gekürzte Ausgabe).
- Great Contemporaries. Butterworth, London 1937.
  - Deutsch: Grosse Zeitgenossen. Übersetzung, Nachwort und bibliographischer Anhang von Peter de Mendelssohn. Fischer Bücherei, Frankfurt/Hamburg 1959 (Sammlung von Zeitschriftenessays, u. a. über George B. Shaw, Alfons XIII., Georg V., Georges Clemenceau, Wilhelm II., Lawrence von Arabien; Digitalisat).
- Step by step. 1936–1939. Butterworth, London 1939.
- On human rights. The Henry George Foundation, Melbourne 1942.
- United Europe: Newsletters of the United Europe Movement No. 1. United Europe Movement, London 1946.
- A united Europe. One way to stop a new war. United Europe Movement, London 1947.
- Painting as pastime. Odhams Benn, London 1948.
- The Second World War. 6 Bände. Cassell, London 1948–1954.
  - Deutsch: Der Zweite Weltkrieg. 6 Bände. Scherz, Bern 1948–1954.
- The Second World War and an epilogue on the years 1945 to 1957. Gekürzte, einbändige Ausgabe. Cassell, London 1959.
  - Deutsch: Der Zweite Weltkrieg. Mit einem Epilog über die Nachkriegsjahre. Übersetzer u. a. Eduard Thorsch. Scherz/Droemer, Bern und München 1960. Mehrere Taschenbuchausgaben, z. B. Fischer Taschenbuch, 4. Auflage, Frankfurt am Main 2003, ISBN 978-3-596-16113-3.
- A History of the English-Speaking Peoples. 4 Bände. Cassell, London 1956–1958.
  - Deutsch: Geschichte der englischsprachigen Völker. 5 Bände. Übersetzt von Peter Stadelmayer. Scherz & Goverts, Stuttgart 1956–1958. Kurzausgabe: Aufzeichnungen zur europäischen Geschichte. Scherz, Bern 1964 (Das moderne Sachbuch 31).

Werke und Sammelausgaben:
- The collected works of Sir Winston Churchill. Hrsg. von Frederick Woods. 34 Bände. Library of Imperial History, London 1973–1976.
- Winston S. Churchill, war correspondent, 1895–1900. Hrsg. von Frederick Woods. Brassey’s, London u. a. 1992.
- The Churchill war papers. Hrsg. von Martin Gilbert. London 1999

Deutsche Sammelausgaben:
- Reden in Zeiten des Krieges. Übersetzt Walther Weibel, Ausgewählt, eingeleitet und erläutert von Klaus Körner, Hamburg/Wien 2002, ISBN 978-3-905811-93-3.
- Aufzeichnungen zur europäischen Geschichte (= Knaur-Taschenbücher. Band 177).